# A Fazenda 12
A Fazenda 12 foi a décima segunda temporada do reality show brasileiro A Fazenda, exibida pela RecordTV de 8 de setembro a 17 de dezembro de 2020. A temporada foi a última com a apresentação de Marcos Mion (que em 2021 foi substituído por Adriane Galisteu), e teve direção geral de Fernando Viudez e direção de núcleo de Rodrigo Carelli. Contou com 20 participantes confinados na sede, localizada em Itapecerica da Serra.
Esta edição de A Fazenda foi o primeiro reality show de confinamento produzido e exibido na íntegra durante a pandemia de COVID-19 no Brasil. Além dos recordes angariados ao longo do programa, a décima segunda edição do reality teve a maior audiência em dez anos e um acúmulo de 118 milhões de telespectadores alcançados nos três meses de confinamento.
A vencedora da temporada foi a cantora Jojo Todynho, que enfrentou o também cantor Biel e os influenciadores digitais Stéfani Bays e Lipe Ribeiro na primeira final quádrupla do programa. Jojo recebeu 1,5 milhão de reais e Biel foi premiado com um carro zero quilômetro por seu segundo lugar.

## Exibição
O programa foi exibido diariamente pela RecordTV. A transmissão também foi realizada em pay-per-view (PPV) 24 horas por dia, através do serviço de streaming para assinantes do PlayPlus. A temporada é a mais longa exibida pela emissora, encerrando com 101 episódios em 17 de dezembro de 2020. Inicialmente com data de término prevista para 10 de dezembro de 2020, a RecordTV tomou a decisão devido ao sucesso da temporada, em audiência e repercussão, além da parte comercial.
A reta final da temporada iniciou após a eliminação de Mariano, em 10 de dezembro de 2020, e perdurou por 7 dias, abarcando as últimas 3 eliminações até a Grande Final em 17 de dezembro de 2020.

## Formato
A décima segunda edição traz vinte participantes. A mecânica do reality teve algumas alterações da temporada anterior, mostrando o dia a dia dos peões com as dinâmicas listadas abaixo:
- Segunda-feira: Prova de Fogo.
- Terça-feira: Votação para a Roça.
- Quarta-feira: Prova do Fazendeiro.
- Quinta-feira: Eliminação.
- Sexta-feira: Compacto da convivência.
- Sábado: Tudo que aconteceu na festa de sexta-feira.
- Domingo: Compacto da convivência.

Nesta temporada, os confinados não são divididos em grupos: o jogo é individual. Na estreia do reality, Marcos Mion revelou em conversa com os participantes, que seria realizada uma prova de pontaria entre eles. Rodrigo Moraes, Biel, JP Gadêlha e Lucas Cartolouco já estavam fora da competição, por estarem na Baia. A prova consistia em acertar um buraco em uma mesa de madeira. Para cada acerto, a pessoa continuava na disputa e eliminava um adversário. A prova terminou depois que restou apenas quatro competidoras, que foram Jakelyne Oliveira, Carol Narizinho, Mirella e Luiza Ambiel, que ganharam o direito de disputar a primeira Prova do Fazendeiro da temporada.
Nesta edição é introduzida a "Dinâmica dos Ovos Dourados" como forma de sortear os competidores que disputaram a Prova de Fogo. Em um painel na sala há 20 caixinhas imitando ninhos de pássaro, é necessário acertar o número do ninho onde estão os ovos dourados para disputar a prova. O perdedor da Prova de Fogo de cada semana, deve escolher obrigatoriamente um participante para morar na Baia dos cavalos durante uma semana inteira com ele. A primeira fazendeira foi Jakelyne Oliveira, numa prova ao vivo de A Fazenda.
Em A Fazenda 12, a formação da Roça volta a ser composta por três peões, sendo quatro competidores indicados na votação. Apenas três peões poderão realizar a Prova do Fazendeiro, que é definida pela escolha do quarto indicado a roça, que tira a oportunidade de um dos concorrentes de voltar fazendeiro e se livrar da roça. No total são 26 provas inéditas que desafiam a coragem, a inteligência e a sorte dos competidores.
- Baia: É o local onde os cavalos dormem, mas também onde a cada semana peões são enviados para passar alguns dias após a perda do direito de permanecer na sede. Os perdedores da Prova de Fogo devem indicar um integrante, cada um, para passar uma semana completa na Baia com eles.
- Prova Final: A Prova Final foi disputada pelos competidores que ainda continuavam no jogo até a décima quarta semana, ao lado dos competidores eliminados escolhidos por eles, divididos em trios tendo um dos competidores restantes como líder da equipe. O vencedor foi a equipe de Lipe Ribeiro, composta por ele, Lucas Maciel e Raissa Barbosa, que derrotou as equipes dos outros competidores (Biel, Jojo Todynho, Lidi Lisboa, Stéfani Bays e Tays Reis). Com o resultado, Lipe ganhou um carro no valor de R$ 80 mil. Os integrantes da equipe receberam R$ 20 mil. Os outros competidores também receberam prêmios menores.

### Protocolo de segurança
Por causa da pandemia do novo coronavírus, os novos participantes ficaram pré-confinados em hotéis localizados na Grande São Paulo, antes de entrarem definitivamente na sede rural do programa. Após 15 dias de pré-confinamento em quartos de hotel, os 20 participantes selecionados para A Fazenda 12 entraram na sede em 6 de setembro de 2020, após cumprirem o período de isolamento social e realizarem todos os testes necessários.
Ajustes foram implementados na dinâmica do reality para manter a segurança de todos, entre eles, a inclusão de mensagens digitais e a ausência de feno nas dependências. Os participantes são informados sobre as atividades por meio de avisos em telões na sede, e não com as fichas de papel que eram utilizadas anteriormente. O tradicional "fogo no feno" de Marcos Mion é simbólico em todos os sentidos, pois o item não está mais presente no confinamento rural, nesta temporada, apenas o feno cenográfico.
Diferentemente das edições anteriores, Mion não fica mais diante dos indicados à eliminação. Em vez disso, ele aparece em um telão para dar o resultado da Roça. O apresentador só aparece presencialmente para os participantes nas provas, mas numa distância significativa, em um mezanino. Já com relação às festas, as atrações convidadas se apresentam de forma virtual.
Apesar de mais de 300 pessoas trabalhando na produção da atração, câmeras manuais foram substituídas por equipamento robótico. No total, mais de 50 câmeras passaram a registrar o dia a dia do confinamento dos participantes. Algumas imagens também são feitas por drones, câmeras especiais e celulares, em algumas ocasiões.

### A sede
Situada em Itapecerica da Serra, na Grande São Paulo, a sede do programa teve decoração renovada. Entre os destaques, uma figura de um pavão na parede feita de tijolinhos brancos, que harmoniza a sala onde fica a TV em que o apresentador Marcos Mion fala com os participantes. A cozinha é ampla e tem uma mesa comprida de madeira, com 14 lugares. As cadeiras roxas dão destaque ao local, onde predominam cores neutras. O quarto da sede tem camas de solteiro e de casal, a decoração do ambiente leva tons de azul e cinza, além de muitos detalhes em madeira.
Na área externa, os tons verde e azul predominam para a fachada da casa. A área externa também conta com uma jacuzzi e academia. Assim como em outras edições, os peões também ganharam espaços confortáveis com sofás e puffs ao ar livre. A baia ganhou uma cama estilo beliche, além das duas acomodações habituais. A sede também passou por uma higienização robusta, como forma de prevenção de contágio do coronavírus, antes dos peões pisarem na fazenda.

### Instrutores
Durante o tempo em que estão em confinamento, os peões tem que realizar diversas tarefas diárias envolvendo os animais e a plantação, sendo acompanhados por instrutores, que ensinam como cuidar dos bichos e fazer a manutenção geral da fazenda.
- Diogo Barbieri — Caseiro
- Fernanda Manelli — Zootecnista
- Victor Pupo — Veterinário

### Interatividade
A novidade de interatividade desta temporada é a entrada do TikTok como patrocinador master do reality. Nesta edição, fica à disposição dos peões o "Espaço TikTok", onde eles podem produzir conteúdos para a rede social enquanto estiverem confinados, mas claro, sem receber nenhuma informação externa. Além disso, outras interações também vão acontecer através das ferramentas do TikTok, como ações exclusivas através de transmissões ao vivo com o Fazendeiro da semana e a decisão do Poder da Chama. Pela primeira vez na história de A Fazenda, um celular fica a disposição dos peões dentro da sede, o uso é permitido para que os confinados possam publicar lives durante as festas do reality e a produção dos conteúdos exclusivos para o TikTok.

### SofáZenda
O humorista Márvio Lúcio dos Santos, conhecido como Carioca comanda o “SofáZenda”, o quadro tem um cenário fixo simulando uma sala de TV. Com boas doses de humor e muita descontração, Carioca acompanha tudo o que acontece no confinamento, opinando e torcendo como o telespectador, podendo de vez em quando, interagir com Marcos Mion, em ocasiões propícias para isso. Em "SofáZenda", o humorista interpreta a si mesmo e também sua esposa em um esquete no qual os dois personagens falam sobre os acontecimentos da semana do reality show.

### Cabine de Descompressão
A décima segunda temporada de A Fazenda contou com Cabine de Descompressão, exibida com exclusividade aos assinantes da plataforma PlayPlus, na qual Victor Sarro entrevista o eliminado da semana minutos após o ocorrido, lhe questionando sobre suas atitudes, mostrando vídeos do confinamento e falando sobre a reação do público nas redes sociais.

## Recordes
Na terceira Roça da edição, composta por Biel, Raissa Barbosa e Rodrigo Moraes, os quais adquiriram porcentagens de permanência de 32,73%, 41,64% e 25,63%, respectivamente, houve um recorde de votação. Segundo o apresentador do programa, Marcos Mion, a berlinda gerou quase 500 milhões de votos, com cerca de 50 mil votos por segundo, superando todas as edições passadas. Diferentemente das edições anteriores, a votação não exige autenticação, o que permite ao telespectador emitir grandes quantidades de votos por minuto.
Na quinta Roça da edição, composta por Biel, Carol Narizinho e Tays Reis, os quais adquiriram porcentagens de permanência de 33,02%, 29,51% e 37,47%, respectivamente, houve outro recorde de votação, superando o anterior de cerca de 500 milhões de votos. Nessa Roça, a votação atingiu 676 milhões de votos, com 70 mil votos por segundo.
Na sexta Roça da edição, composta por Luiza Ambiel, Mateus Carrieri e Mirella, os quais adquiriram porcentagens de permanência de 11,01%, 70,37% e 18,62%, respectivamente, houve outro recorde de votação, superando o anterior de 676 milhões de votos. Segundo Marcos Mion, foram cerca de 90 mil votos por segundo, chegando ao marco de cerca de 799 milhões de votos totais, superando todas as votações anteriores.
Na décima segunda Roça da edição, composta por Biel, Jakelyne Oliveira e Jojo Todynho, os quais adquiriram porcentagens de permanência de 33,52%, 27,20% e 39,28%, respectivamente, houve outro recorde de votação, superando o anterior de 799 milhões de votos. Segundo Marcos Mion, foram cerca de 70 mil votos por segundo, chegando ao marco de cerca de 896 milhões de votos totais, superando todas as votações anteriores.
Na final da edição, composta por Biel, Jojo Todynho, Lipe Ribeiro e Stéfani Bays, os quais adquiriram porcentagens de 36,10%, 52,54%, 4,87% e 11,36%, respectivamente, houve outro recorde de votação, superando o anterior de 896 milhões de votos. Segundo Marcos Mion, foram cerca de 100 mil votos por segundo, chegando ao marco de cerca de 1 bilhão de votos totais, superando todas as votações anteriores.

## Controvérsias

### Acusações de assédio

#### Jojo Todynho
Em 9 de setembro de 2020, durante o preparo do almoço, Jojo Todynho fez uma brincadeira encostando na parte íntima do participante JP Gadêlha e questionando "sua mandioca é boa?". Mais tarde, na casa da árvore, Biel fez a mesma brincadeira com o peão. A atitude dos participantes rendeu comentários negativos nas redes sociais, cuja maioria dizia que, "se a brincadeira fosse feita por um homem, não haveria o mesmo tipo de reação".

#### Biel
Em 12 de setembro de 2020, após a primeira festa da temporada, quando todos já estavam preparados para dormir, Biel abaixou a calça de Lucas Cartolouco, apalpou e deu tapas, deixando as nádegas dele à mostra. O jornalista, que estava deitado, não reagiu a ação de Biel. Antes disso, ele aproveitou que JP Gadêlha estava distraído para dar um tapa nas partes íntimas do participante. No Twitter, os usuários condenaram a ação e pediram a expulsão de Biel por assédio, a hashtag #BielExpulso passou a manhã entre as mais comentadas.

#### Lidi Lisboa
Na madrugada do dia 18 de outubro de 2020, após a festa Likes, a peoa Lidi Lisboa, sob efeito de bebidas alcoólicas, pediu um beijo para Lucas Maciel, e como ele recusou, ela o agarrou e apertou seu órgão genital, chamando-o de incompetente, o que fez Lucas rir da situação. No Twitter, os usuários condenaram a ação e pediram a expulsão de Lidi. A atitude da peoa rendeu comentários negativos nas redes sociais, cuja maioria dizia que, "se a brincadeira fosse feita por um homem, não haveria o mesmo tipo de reação".

#### Mateus Carrieri
Mateus Carrieri ficou entre os assuntos mais comentados do Twitter por conta de um vídeo que compila cenas em que o peão aparece supostamente assediando algumas participantes, ao se insinuar com brincadeiras vistas pelos internautas com malícia. O ator, que estava na oitava roça do reality rural, virou alvo de um mutirão na web, dizendo o quanto isso é errado e que ele precisava ser eliminado. Muitos argumentaram que os momentos mostrados na montagem foram tirados de contexto e que Carrieri tem intimidade com as meninas.

### Acusações de gordofobia

#### Lucas Cartolouco
Na noite de 9 de setembro de 2020, o participante Lucas Cartolouco, enquanto conversava com Juliano Ceglia sobre os corpos das peoas, sugeriu que Jojo Todynho fizesse uma cirurgia bariátrica, dizendo: "Tem uns corpos muito bonitos aqui, cara, umas meninas muito bem-cuidadas. Mas vem cá... Você não acha que ela [Jojo] deveria fazer uma bariátrica? Não é perigoso, não?". Juliano respondeu: "Não sei, cara. Tá pesado ali, tem que avaliar a situação". Logo depois, vídeos do diálogo foram espalhados pelas redes sociais e geraram comentários negativos que afirmavam uma atitude de preconceito por parte de Cartolouco.

#### Biel
Na noite de 21 de setembro de 2020, em conversa com os peões Lucas Cartolouco, JP Gadêlha, Rodrigo Moraes e Juliano Ceglia na casa da árvore, Biel afirmou que Jojo não se sente bem ao ver Mirella atrair os olhares dos homens da casa e que Mirella se destaca com seu corpo, apesar das suas músicas não serem conhecidas, o que faz Jojo Todynho não aprovar tal fato. O músico também disse que Jojo sente inveja de Mirella dançando no palco, dizendo "Acham que a Jojo fica feliz de ver a Mirella linda no palco?… A música da Jojo tocou, todo mundo cantou. A da Mirella ninguém cantou, mas a Mirella brilhou! Ela não precisa ter uma música estourada. Ela brilhou! As duas são cantoras de funk. Acha que a Jojo gosta? Você acha que a Jojo causaria isso em alguém?", perguntou ele. Na conversa o cantor também comparou as duas cantoras com animais, ao se referir a briga de Mirela e Jojo: "Se tem uma fêmea toda bonita, escultural e tal, e se tem uma outra bruta, forte… Quem ganha?", palpitou, sugerindo que Mirella se sentiu intimidada não somente pelas palavras de Jojo, mas pelo tamanho do corpo dela.[carece de fontes?]
As falas polêmicas de Biel causaram revolta na web e o cantor acabou sendo acusado por gordofobia e machismo. Diante da repercussão, o perfil oficial de Jojo nas redes sociais se manifestou sobre as falas de Biel e afirmou que a funkeira é bem-resolvida com seu peso. Apesar do posicionamento, os fãs de Jojo Todynho organizaram um mutirão para defendê-la, o que fez seu nome subir ao topo dos assuntos mais comentados do Twitter com o lema "#JojoMereceRespeito". A torcida de Mirella se pronunciou sobre o caso, afirmando que não existe rivalidade entre as cantoras "ao contrário da tentativa falha de alguns homens da casa". "Não toleramos rivalidade feminina e jamais vamos aceitar esse tipo de colocação que diminui uma mulher para exaltar a outra", diz a nota. Já a torcida de Biel afirmou que o comentário "nunca foi sobre gordofobia" e defendeu que "a maldade está nos olhos de quem vê".

### Raissa Barbosa

#### Síndrome de Borderline
A modelo Raissa Barbosa teve grande repercussão nas redes sociais após apresentar um comportamento alterado no programa, o quadro apresentado pela peoa é consequência de uma condição da qual sofre, a Síndrome de Borderline, um transtorno de personalidade que tem como um dos sintomas a instabilidade emocional, que gera mudanças drásticas de humor subitamente, além de sensação crônica de vazio e pensamentos distorcidos de que está sofrendo perseguição moral de outras pessoas. A primeira crise ocorreu logo após a formação da primeira Roça, fazendo com que ela reagisse à indicação, chutando portas e cadeiras, socando travesseiros e jogando água no rosto dos homens da casa. Ao ser acalmada pelas colegas de confinamento, Raissa chegou a desabafar: "Parece que eu estou fora do meu corpo". A participante ainda chegou a gritar pela casa e a chorar em outros momentos, recebendo o apoio dos peões que acompanharam a cena de perto.
Em uma nova crise, Raissa Barbosa jogou creme hidratante em Lucas Cartolouco, Biel e Juliano Ceglia, após ser a mais votada com 6 votos na formação da terceira Roça. Em seguida, Juliano chamou Raissa de "piranha" e, irritado com a agressividade dela, deu a entender que pretendia agredir a peoa, gerando mais brigas na casa.
Em 10 de outubro de 2020, Raissa fez um comentário sobre estilo de roupa, referindo-se a Carol Narizinho como "patricinha", que entendeu ter sido chamada de "mimada". Carol reclamou, dizendo "a pessoa quando não tem cabeça, não adianta explicar". Quando ouviu Carol falando de longe, Raissa correu por cima das camas indo em sua direção, colocou os braços para trás e gritou "quem é que não tem cabeça aqui?", bem perto do rosto de Carol, que não se alterou. A peoa precisou ser contida pelas outras mulheres da casa e saiu do quarto chutando a porta e uma cadeira, inclusive dando socos no sofá da sala.
Em 16 de outubro de 2020, Raissa teve uma discussão com Luiza Ambiel no quarto, a modelo desabafou: "Realmente não dá para conversar contigo, estou medicada para me controlar". Luiza ouviu e questionou: "Você ia fazer o quê?" e Raissa explicou: "Eu perco a linha, você sabe. Eu não quero mais perder a linha, eu quero ter controle das minhas atitudes". Posteriormente Luiza falou que não se importava. Ao tentar dizer que esse era o seu ponto de vista, Raíssa foi calada por Luiza. Neste momento, Raissa ficou descontrolada, chutou a porta do quarto xingando a atriz, e se trancou no banheiro. Lucas Maciel foi atrás de Raissa para tentar acudi-la enquanto ela gritava, chorando. Raissa chutou a porta até quebrar, e derrubou a base de madeira da porta do banheiro.
Alguns participantes demostraram-se preocupados e inseguros com a permanência de Raissa na casa, chegando a acusar a produção do reality de ignorar o seu comportamento agressivo. Além de Raissa, outras participantes que passaram pelo reality rural também lidavam com transtornos mentais, o que fez o público se perguntar se é saudável a participação dessas pessoas em um programa de confinamento com tanta exposição. Foram os casos de Monique Evans (A Fazenda 3 e A Fazenda 4), Lu Schievano e Andressa Urach (A Fazenda 6), Cristina Mortágua (A Fazenda 7) e Gabi Prado (A Fazenda 10), por exemplo.

#### Acusação de violência psicológica
Em 20 de outubro de 2020, na formação da sexta roça, quando, após ganhar o poder do lampião (onde o ganhador deveria retirar dois votos de um peão já votado), Raissa salva Jakelyne Oliveira (que estava empatada em cinco votos com Mirella), por conta disso, Mirella foi para a roça. A peoa achou traição da parte de Raissa, declarando-se sua inimiga, com mútuas acusações. Raissa estava medicada e dormindo, não conseguindo ter reações mais fortes frente aos gritos de Mirella, apenas dizendo que seguiu seu coração porque Jakelyne esteve próxima dela nos últimos dias e Mirella passou a tratá-la com indiferença, só porque Raissa havia se afastado de Luiza Ambiel. Mirella rebateu, lembrando do apoio que ela deu para Raissa ao longo do confinamento e disse que Jakelyne já a colocou na roça uma vez. Raissa concordou, mas revelou que estava indecisa entre quem salvar da roça e que apenas acabou seguindo sua intuição.
Na casa da árvore, Mirella, Luiza, Victória, Juliano e Biel reuniram-se, e combinaram de desestabilizar Raissa propositalmente, para que ela agredisse alguém ou quebrasse algum objeto e fosse expulsa, inclusive analisando o horário de sua medicação para que o efeito estivesse diminuído. Todos xingaram a peoa e Mirella chegou a comentar que a faria Raissa perder a paciência rapidamente.
Luiza convocou uma reunião na varanda da sede com todos os peões e começou relembrando um comentário antigo de Raissa, em que ela supõe ter visto Jakelyne (que iniciou um relacionamento com Mariano) beijando a boca de Lipe Ribeiro no quarto, o que foi desmentido por Jakelyne, dizendo que o beijou na testa. Luiza, entretanto, afirmou que Raissa viu o fato, não supôs, o que levou ambas a discutirem. Luiza a chamou diversas vezes de falsa e Raissa rebatia falando o mesmo. Raissa diz que não deveria ter comentado nada com Luiza, pois sabia que um dia ela usaria isto contra ela.
Em seguida, Raissa iniciou o assunto da sua votação em Mirella, que, então, encurralou Raissa (junto com Victória e Luiza), aos gritos, a chamando de falsa e que "criaram uma cobra". Ao chamarem Raissa de louca, foi o estopim que desestabilizou a peoa, fazendo ela tentar agredir Mirella, mas Jojo Todynho e Jakelyne a seguraram. Raissa gritava para elas a soltarem e que não aguentava mais, enfatizando a todo momento que não era louca. Raíssa chorou e tremeu seu corpo por bastante tempo, em claro sofrimento psicológico. Posteriormente, como das outras vezes, Jojo a acalmou e abraçou, lhe dando conselhos. Lucas Maciel (até então em um relacionamento com Raissa), criticou o novo descontrole da peoa, informando que não a defenderá como os outros peões fazem e que de inocente ela não tem nada.
Em 21 de outubro de 2020, a assessoria de Raissa Barbosa se pronunciou e acusou os peões Biel, Luiza Ambiel, Mirella, Victória Villarim e Juliano Ceglia de terem cometido tortura psicológica, conforme a Lei Federal de número 9.455/97.

### Acusação de censura
A RecordTV não exibiu o selinho entre as peoas Mirella e Stéfani Bays, que foi dado em clima descontraído durante a "Festa Arco-Íris", iniciada na noite de 18 de setembro. Ainda durante a festa, Lucas Cartolouco e Biel também trocaram um beijo rápido, momento vetado na edição do reality show. O veto ao beijo fez com que os espectadores de A Fazenda subissem a tag "#RecordHomofóbica", que se tornou o principal assunto do Brasil no Twitter durante a madrugada.
Após a "Festa Shippados", em 26 de setembro de 2020, os fãs do reality show voltaram a acusar a emissora de censura, além de ameaçar boicotar o PlayPlus. Os assinantes da plataforma não puderam acompanhar os peões no quarto, causando revolta no público. Durante a própria festa, a câmera do serviço de pay-per-view do PlayPlus começou a mostrar a porta do banheiro da sede, ao invés de exibir os peões se divertindo. Em determinado momento, a plataforma até cortou os microfones da sala. Os telespectadores do reality começaram a subir a tag "#CancelemoPlayPlus" em forma de protesto contra a emissora e ao diretor da atração, Rodrigo Carelli.

### Tentativas de interferência externa

#### Luiza Ambiel
Após a eliminação de Luiza Ambiel em 22 de outubro de 2020, foi descoberto um plano, entre Mirella e Luiza. As peoas teriam combinado sinais para que, quando Luiza fosse ao Hora do Faro no dia seguinte e interagisse com os peões da casa, repassaria à Mirella a imagem que ela estaria tendo no lado de fora. A produção descobriu esse acordo e, quando houve a interação, somente o apresentador Rodrigo Faro foi transmitido aos participantes, ocultando a participação da Luiza.

#### Carro de som
Em 27 de outubro de 2020, um carro do som passou próximo aos estúdios do reality e transmitiu a seguinte mensagem no autofalante: "Atenção, Mirella, se afaste do Biel e Juliano. Confie apenas na Stéfani. Estamos com vocês, 'Sterella'!". No momento em que os peões notaram o carro de som, logo correram em direção a porta da sede e conseguiram escutar o que a mensagem dizia. A interferência repercutiu nas redes sociais e o apresentador Marcos Mion demonstrou lamentações ao ocorrido em seu perfil no Twitter. Antes de iniciar a dinâmica de formação da sétima roça, Marcos Mion comentou sobre a interferência externa, dizendo: "Alguém de fora da Fazenda, usando um carro de som, tentou transmitir uma mensagem pros peões dentro do confinamento. Dessa vez não conseguimos impedir, como de costume". Mion concluiu sua fala alertando que "a produção já identificou os responsáveis" e que "já estão sendo tomadas as providências necessárias". Posteriormente, ao ser eliminada, a cantora revelou, durante entrevista, que o acontecimento acabou influenciando em suas atitudes dentro da casa, acarretando em mudanças no próprio comportamento. Victória Villarim, após ser eliminada, declarou, em entrevista, o mesmo que Mirella.

#### Helicóptero
Em 11 de novembro de 2020, um helicóptero se aproximou da sede do reality, tendo sido avistado pelas participantes Mirella e Raíssa Barbosa. Após isso, a produção exigiu que elas adentrassem a sede. Sem saber o que estava acontecendo, as pessoas entraram desesperadas e choraram. Devido à possibilidade de mais uma interferência externa, os internautas cogitaram que a aeronave carregava alguma mensagem.
No entanto, na tarde do mesmo dia, a emissora emitiu um comunicado, dizendo: "A RecordTV informa que na tarde desta quarta-feira (11) um helicóptero sobrevoou a sede de A Fazenda, em Itapecerica da Serra, na Grande São Paulo. Assim que foi verificado o ocorrido, os peões, por medida de segurança, foram encaminhados para a sede do confinamento. [...] A produção do reality show e a emissora identificaram o prefixo do helicóptero e questionarão as autoridades competentes a respeito da propriedade do mesmo e de voos muito próximos da área de A Fazenda. Vale salientar que quem conduzia o helicóptero ou quem estava dentro dele não conseguiu transmitir nenhum tipo de mensagem aos participantes que continuam na disputa pelo prêmio de R$ 1,5 milhão. Além disso, não houve nenhum tipo de comunicação com os peões."

#### Lucas Maciel
Mirella voltou a ser foco de tramas internas por ter pedido a Lucas Maciel, o Selfie, após ser eliminado, um aceno a ela, quando fosse participar do programa Hora do Faro, na tentativa de saber sobre os acontecimentos de fora do reality. "Não esquece do que eu te falei", disse a MC. O vídeo logo viralizou nas redes sociais e os internautas cobraram uma atitude da emissora.
Após saber da repercussão durante o Hora do Faro, Lucas se pronunciou e disse que nunca quebraria seu contrato tentando passar informações. Lucas também explicou que isso é uma forma de brincadeira entre os peões, afirmando: "Ontem, a gente estava no sofá e ela comentou: 'Ah, se você sair, não esquece do carro de tomate', que era o carro de som".

### Anulação do Poder da Chama
Durante a formação da sétima Roça, em 27 de outubro de 2020, o participante Biel infringiu uma das regras do programa. No Twitter, os internautas reclamaram de uma possível comunicação entre Biel e seus companheiros no jogo, Juliano Ceglia, Mirella e Victória Villarim, a respeito do poder da chama recebido pelo cantor. Pelas regras do reality, não é permitido conversar ou dar sinais a respeito dos tais poderes.
No dia seguinte, após a direção analisar as imagens, o apresentador Marcos Mion entrou ao vivo na transmissão do PlayPlus. O apresentador informou primeiro ao público que a Chama Vermelha, dado por Biel a Victória, havia sido anulada. Na sequência, Miou reuniu todos os peões na sala da sede, aparecendo na televisão e revelou o motivo de sua entrada: "Com toda a loucura de um programa ao vivo, não fizemos uma avaliação detalhada. Mais tarde, avaliamos que realmente o Biel infringiu as regras. O Poder da Chama Vermelha está anulado", disse ele. Com isso, Tays Reis, que havia sido indicada para a quarta vaga na Roça, voltou a ocupar o lugar, que era de Raissa Barbosa.

### Erros na Prova do Fazendeiro

#### Contagem de pontos
Durante a Prova do Fazendeiro, em 28 de outubro de 2020, disputada por Lipe Ribeiro, Jakelyne Oliveira e Tays Reis, os internautas constataram um erro de contagem que alterou o panorama da competição. Na Prova, os participantes pegavam uma bola e colocavam-na num braço mecânico giratório com o objetivo de fazê-la cair num cesto numerado de um a três. Seguidamente, cada cesto continha envelopes com comandos positivos e negativos, o que influenciava na dinâmica de pontuação.
Na segunda etapa, os peões jogavam a bola num campo minado com buracos de cor amarela, roxa e verde, os quais valiam 50 pontos, 100 pontos e 150 pontos, respectivamente. Esta etapa concedia o direito a quatro rodadas aos participantes. Na terceira rodada do jogo, Tays aparecia com 450 pontos. Em contrapartida, após a jogada de Lipe, a peoa teve 100 pontos retirados sem explicação. Por fim, Tays terminou com 550 pontos, tendo sido a real vencedora da disputa, superando Jakelyne e Lipe, que haviam conseguido 500 e 300 pontos, respectivamente. Devido ao erro de contagem, a Roça disputada por Lipe, Tays e Victória Villarim foi suspensa.
Para reparar o revés causado pela produção, Mion anunciou, na noite do mesmo dia, a ocorrência de uma nova Prova do Fazendeiro entre os três peões que já haviam disputado. Por conseguinte, Jakelyne conquistou o chapéu, fazendo com que Lipe e Tays fossem diretamente à Roça ao lado de Victória. Além disso, Mion divulgou a quantidade de votos obtida pelos participantes até o cancelamento, a qual mostrava um total de 390 milhões de votos com Lipe, Tays e Victória portando as porcentagens de 41,81%, 31,18% e 27,01%, respectivamente. Na nova Roça, concatenando o resultado anterior e chegando ao marco de 409 milhões de votos em menos de uma hora, Victória foi a sétima eliminada.

#### Eliminação de cores
Outro erro na Prova do Fazendeiro aconteceu no dia 9 de dezembro de 2020, disputada por Jojo Todynho, Lipe Ribeiro e Stéfani Bays. A prova consistia em passar por uma estrutura de barras giratórias carregando duas bolas por vez até a segunda etapa que se baseava em jogar a bola em círculos com as cores dos adversários, a cor que sobrar significaria a vitória do peão/peoa. Lipe representava a cor verde, Stéfani a cor roxo e Jojo a cor amarela. Quando a peoa Stéfani acertou a última bola na cor verde, Lipe foi automaticamente eliminado, porém isso passou despercebido e o mesmo eliminou a última cor da Stéfani. E assim, sobrando apenas a cor amarela, Jojo foi declarada vencedora. Porém Lipe notou essa falha e avisou ao apresentador Mion, que pediu um tempo para a produção checar.
Foi decidido durante aquela madrugada que as peoas Jojo e Stéfani deveriam recomeçar o jogo no momento em que o Lipe foi eliminado. Ainda restavam uma cor da Stéfani e duas da Jojo. Ao final da rodada, Stéfani saiu como vencedora da prova.

### Acusação de ofensas a Biel
Logo após o fim da "Festa Share", em 5 de dezembro de 2020, o cantor Biel, alcoolizado, resolveu tomar um banho com Tays Reis antes de dormir. Em seguida, a produção o chamou para trocar o microfone, que estaria quebrado. No entanto, o peão saiu do closet irado com uma crítica ouvida da produção do programa, desferindo uma série de xingamentos aos profissionais. O funkeiro alegou a Tays Reis ter se sentido desrespeitado pelo estafe de bastidores do programa.
Preocupado com a gritaria na cozinha, Mariano se levantou para tentar entender a situação e ajudar a resolver o problema, mas a câmera da plataforma de streaming do reality, o PlayPlus, mudou a cena para outro ambiente, para evitar o vazamento da razão do atrito. Muita gente não entendeu o que aconteceu e os fãs do cantor saíram em sua defesa, apontando que a produção havia faltado com respeito. No Twitter, os termos "#Produção" e "#Playplus" se tornaram o terceiro e sexto assunto mais comentados entre os fãs da atração rural. As torcidas se dividiram, subindo as hashtags “#BielMereceRespeito” e “#BielExpulso”.
A equipe de elaboração do programa chamou os peões na sala para comentar sobre o episódio polêmico, ocorrido no pós festa. Na verdade, tudo não passou de um mal entendido, por conta de uma falha da emissora, segundo a mensagem lida pela fazendeira da semana, Lidi Lisboa, através da televisão da sala, onde foi exibida a cena e o que ocorreu. Nas imagens, o operador de câmera aparece falando alto com o diretor de imagem e Biel revoltado, achando que a mensagem era para ele. Por isso o cantor começou a fazer xingamentos, mesmo com Tays pedindo que ele se acalmasse. No fim do aviso, a direção esclareceu: "Essa foi uma conversa interna, sem relação nenhuma com Biel ou qualquer outro participante. Achamos por bem prestar os devidos esclarecimentos em respeito a vocês, participantes, e a todos os telespectadores. O cinegrafista descumpriu uma regra interna e foi afastado. Apesar de alguns estarem alterados pela bebida após a festa, esperamos que não haja mais insultos à produção", justificou a RecordTV na nota. Após a reunião na sala, o peão disse que sente pelo funcionário, mas justifica ter ouvido várias coisas.

### Acusações de agressão
Em 5 de dezembro, Jojo Todynho e Lipe Ribeiro estavam fazendo uma manutenção da porta do closet, até que a Jojo resolveu dar um tapa na cabeça de Lipe. Vários internautas criticaram a atitude da peoa, criando a tag #JojoExpulsa no Twitter. Outros criticaram a falta de atitude da produção, já que em temporadas anteriores, outros participantes, como Duda Yankovich (A Fazenda 4), Nadja Pessoa e Cátia Paganote (A Fazenda 10), foram desclassificadas por agressão.

## Participantes

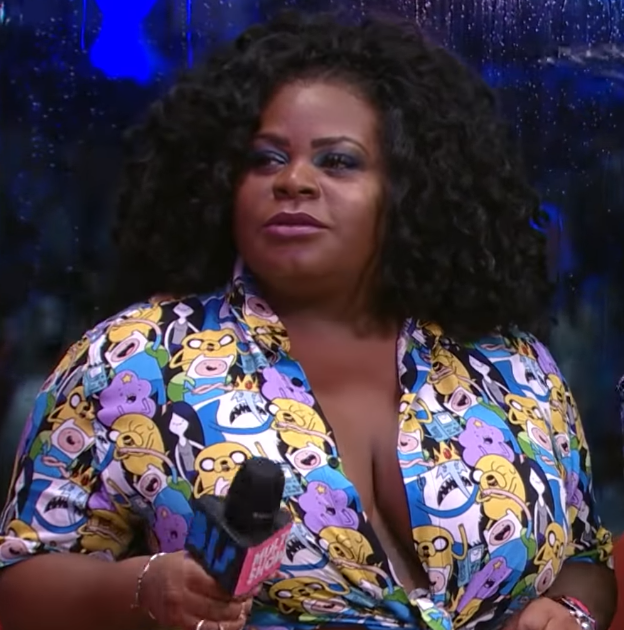
Jojo Todynho, vencedora da edição A Fazenda 12.

Entre os dias 6 e 8 de setembro de 2020, no perfil oficial de A Fazenda no aplicativo TikTok, foram liberadas dicas e posteriormente revelados os três primeiros participantes do reality, sendo eles: Jojo Todynho, Mariano (da dupla Munhoz & Mariano) e Victória Villarim. A lista completa com os 20 participantes foi divulgada durante a estreia do programa, no dia 8 de setembro de 2020.
Abaixo a lista dos participantes desta edição, com as ocupações listadas pelo site oficial do programa e com as respectivas idades durante o início das gravações. 
| Participante                                      | Profissão                           | Resultado                               |
| ------------------------------------------------- | ----------------------------------- | --------------------------------------- |
| Jojo Todynho 23 anos, Rio de Janeiro - RJ         | Cantora e digital influencer        | Vencedora em 17 de dezembro de 2020     |
| Biel 24 anos, Lorena - SP                         | Cantor                              | 2º lugar em 17 de dezembro de 2020      |
| Stéfani Bays 25 anos, São Leopoldo - RS           | Digital influencer                  | 3º lugar em 17 de dezembro de 2020      |
| Lipe Ribeiro 28 anos, Curitiba - PR               | Digital influencer e empresário     | 4º lugar em 17 de dezembro de 2020      |
| Tays Reis 25 anos, Ilhéus - BA                    | Cantora e compositora               | 16ª eliminada em 15 de dezembro de 2020 |
| Lidi Lisboa 36 anos, Guaíra - PR                  | Atriz                               | 15ª eliminada em 14 de dezembro de 2020 |
| Mateus Carrieri 53 anos, São Paulo - SP           | Ator e professor de educação física | 14º eliminado em 12 de dezembro de 2020 |
| Mariano 34 anos, Campo Grande - MS                | Cantor e empresário                 | 13º eliminado em 10 de dezembro de 2020 |
| Jakelyne Oliveira 27 anos, Rondonópolis - MT      | Modelo e digital influencer         | 12ª eliminada em 3 de dezembro de 2020  |
| Raissa Barbosa 29 anos, Rio Branco - AC           | Modelo                              | 11ª eliminada em 26 de novembro de 2020 |
| Mirella 22 anos, São Caetano do Sul - SP          | Cantora e digital influencer        | 10ª eliminada em 19 de novembro de 2020 |
| Lucas Maciel (Selfie) 26 anos, São Paulo - SP     | Apresentador e criador de conteúdo  | 9º eliminado em 12 de novembro de 2020  |
| Juliano Ceglia 42 anos, São Paulo - SP            | Apresentador e jornalista           | 8º eliminado em 5 de novembro de 2020   |
| Victória Villarim 29 anos, São Paulo - SP         | Modelo e bailarina                  | 7ª eliminada em 29 de outubro de 2020   |
| Luiza Ambiel 48 anos, Itatiba - SP                | Atriz e jornalista                  | 6ª eliminada em 22 de outubro de 2020   |
| Carol Narizinho 30 anos, Porto Alegre - RS        | Modelo e digital influencer         | 5ª eliminada em 15 de outubro de 2020   |
| Lucas Cartolouco 25 anos, São Paulo - SP          | Jornalista e publicitário           | 4º eliminado em 8 de outubro de 2020    |
| Rodrigo Moraes 36 anos, São Paulo - SP            | Media man e apresentador            | 3º eliminado em 1 de outubro de 2020    |
| JP Gadêlha 31 anos, Recife - PE                   | Bombeiro e ex-The Circle            | 2º eliminado em 24 de setembro de 2020  |
| Fernandinho Beatbox 45 anos, Taboão da Serra - SP | Músico e produtor musical           | 1º eliminado em 17 de setembro de 2020  |

## Histórico

### Prêmios extras
A temporada trouxe outros prêmios extras no valor de R$ 500.000 ao longo do programa.
| Semana | Prova                                            | Prêmio                           | Ganhador    | Mediador    |
| ------ | ------------------------------------------------ | -------------------------------- | ----------- | ----------- |
| 1      | Baú da Sorte                                     | R$ 3.000                         | Jakelyne    | Mateus      |
| 1      | Baú da Sorte                                     | R$ 4.000                         | JP          | Lipe        |
| 1      | Baú da Sorte                                     | R$ 5.000                         | Jojo        | Raissa      |
| 1      | Baú da Sorte                                     | R$ 6.000                         | Tays        | Stéfani     |
| 1      | Baú da Sorte                                     | R$ 7.000                         | Juliano     | Carol       |
| 1      | Baú da Sorte                                     | R$ 8.000                         | Mariano     | Cartolouco  |
| 1      | Baú da Sorte                                     | R$ 9.000                         | Lucas       | Rodrigo     |
| 1      | Baú da Sorte                                     | R$ 10.000                        | Mirella     | Fernandinho |
| 1      | Baú da Sorte                                     | Carro 0 km no valor de R$ 80.000 | Biel        | Luiza       |
| 2      | Chama Verde Concedido pela "Prova de Fogo"       | R$ 10.000                        | Juliano     | Juliano     |
| 3      | Atividade "Desafio das Medalhas"                 | Smart TV no valor de R$ 2.000    | Mariano     | Mariano     |
| 3      | Atividade "Desafio das Medalhas"                 | Notebook no valor de R$ 2.000    | Stéfani     | Raissa      |
| 3      | Atividade "Desafio das Medalhas"                 | R$ 3.000                         | Victória    | Luiza       |
| 3      | Atividade "Desafio das Medalhas"                 | R$ 5.000                         | Tays        | Tays        |
| 3      | Atividade "Desafio das Medalhas"                 | R$ 10.000                        | Carol       | Carol       |
| 4      | Atividade "Passando o Abacaxi"                   | R$ 1.000                         | Victória    | Carol       |
| 4      | Atividade "Passando o Abacaxi"                   | R$ 3.000                         | Mateus      | Juliano     |
| 4      | Atividade "Passando o Abacaxi"                   | R$ 5.000                         | Jojo        | Victória    |
| 4      | Atividade "Passando o Abacaxi"                   | R$ 10.000                        | Lipe        | Lucas       |
| 5      | Atividade "Troca de Elogios"                     | R$ 2.000                         | Mateus      | Mateus      |
| 5      | Atividade "Troca de Elogios"                     | R$ 2.000                         | Raissa      |             |
| 6      | Atividade "Falando na Cara"                      | R$ 1.000                         | Jojo        | Jojo        |
| 6      | Atividade "Falando na Cara"                      | R$ 1.000                         | Juliano     |             |
| 6      | Atividade "Falando na Cara"                      | R$ 1.000                         | Lidi        |             |
| 6      | Atividade "Falando na Cara"                      | R$ 1.000                         | Luiza       |             |
| 6      | Atividade "Falando na Cara"                      | R$ 1.000                         | Mariano     |             |
| 6      | Atividade "Falando na Cara"                      | R$ 1.000                         | Mirella     |             |
| 6      | Atividade "Falando na Cara"                      | R$ 2.000                         | Jakelyne    | Jakelyne    |
| 6      | Atividade "Falando na Cara"                      | R$ 2.000                         | Mateus      |             |
| 6      | Atividade "Falando na Cara"                      | R$ 2.000                         | Raissa      |             |
| 6      | Atividade "Falando na Cara"                      | R$ 2.000                         | Victória    |             |
| 6      | Atividade "Falando na Cara"                      | R$ 3.000                         | Lipe        | Lipe        |
| 6      | Atividade "Falando na Cara"                      | R$ 3.000                         | Lucas       |             |
| 6      | Atividade "Tocobol"                              | R$ 20.000                        | Lipe        | Lipe        |
| 7      | Atividade "O Que Tem nos Bules?"                 | R$ 3.000                         | Victória    | Raissa      |
| 7      | Atividade "O Que Tem nos Bules?"                 | R$ 5.000                         | Mateus      | Jojo        |
| 7      | Atividade "O Que Tem nos Bules?"                 | R$ 5.000                         | Biel        |             |
| 7      | Atividade "O Que Tem nos Bules?"                 | R$ 10.000                        | Juliano     | Victória    |
| 7      | Chama Verde Concedido pelo lampião de Biel       | R$ 20.000                        | Juliano     | Biel        |
| 8      | Atividade "Unidos Venceremos?"                   | R$ 10.000                        | Lidi        | Lidi        |
| 8      | Atividade "Unidos Venceremos?"                   | R$ 10.000                        | Mariano     |             |
| 8      | Atividade "Unidos Venceremos?"                   | R$ 10.000                        | Stéfani     |             |
| 9      | Atividade "Batata Quente"                        | R$ 10.000                        | Lucas       | Lucas       |
| 9      | Atividade "Batata Quente"                        | R$ 10.000                        | Raissa      | Lucas       |
| 9      | Chama Vermelha Concedido pelo lampião de Mirella | R$ 10.000                        | Lidi        | Lucas       |
| 9      | Chama Verde Concedido pela "Prova de Fogo"       | R$ 20.000                        | Mirella     | Mirella     |
| 10     | Atividade "Cesta de Maçãs"                       | R$ 5.000                         | Lipe        | Lipe        |
| 10     | Atividade "Cesta de Maçãs"                       | R$ 5.000                         | Raissa      |             |
| 10     | Atividade "Cesta de Maçãs"                       | R$ 10.000                        | Lidi        | Lidi        |
| 10     | Atividade "Ferradura Bolada"                     | R$ 10.000                        | Biel        | Biel        |
| 10     | Atividade "Ferradura Bolada"                     | R$ 10.000                        | Jakelyne    |             |
| 10     | Atividade "Ferradura Bolada"                     | R$ 10.000                        | Jojo        |             |
| 10     | Atividade "Ferradura Bolada"                     | R$ 10.000                        | Mateus      |             |
| 10     | Atividade "Ferradura Bolada"                     | R$ 10.000                        | Raissa      |             |
| 10     | Atividade "Banco Original"                       | R$ 10.000                        | Mariano     | Mariano     |
| 10     | Atividade "Banco Original"                       | R$ 10.000                        | Jakelyne    | Mariano     |
| 11     | Atividade "Dados da Discórdia"                   | R$ 10.000                        | Lipe        | Lipe        |
| 11     | Atividade "Dados da Discórdia"                   | R$ 10.000                        | Stéfani     |             |
| 11     | Atividade "Tabuleiro Banco Original"             | R$ 290                           | Biel        | Biel        |
| 11     | Atividade "Tabuleiro Banco Original"             | R$ 300                           | Raissa      | Raissa      |
| 11     | Atividade "Tabuleiro Banco Original"             | R$ 410                           | Stéfani     | Raissa      |
| 11     | Atividade "Tabuleiro Banco Original"             | R$ 510                           | Jojo        | Jojo        |
| 11     | Atividade "Tabuleiro Banco Original"             | R$ 540                           | Jakelyne    | Jakelyne    |
| 11     | Atividade "Tabuleiro Banco Original"             | R$ 670                           | Lipe        | Lipe        |
| 11     | Atividade "Tabuleiro Banco Original"             | R$ 1.130                         | Lidi        | Lidi        |
| 11     | Atividade "Tabuleiro Banco Original"             | R$ 1.150                         | Mateus      | Mateus      |
| 11     | Atividade "Tabuleiro Banco Original"             | R$ 1.220                         | Mariano     | Mariano     |
| 11     | Atividade "Tabuleiro Banco Original"             | R$ 1.600                         | Tays        | Tays        |
| 11     | Atividade "Tabuleiro Banco Original"             | R$ 5.410                         | Stéfani     | Stéfani     |
| 12     | Atividade "FaroNews"                             | R$ 20.000                        | Lipe        | Lipe        |
| 12     | Chama Verde Concedido pela "Prova de Fogo"       | R$ 20.000                        | Nenhum      | Mariano     |
| 13     | Atividade "Ditados Populares"                    | R$ 20.000                        | Stéfani     | Stéfani     |
| 13     | Atividade "Banco Original"                       | R$ 10.000                        | Jojo        | Biel        |
| 13     | Atividade "Banco Original"                       | R$ 10.000                        | Jojo        | Jojo        |
| 13     | Atividade "Banco Original"                       | R$ 10.000                        | Jojo        | Lidi        |
| 13     | Atividade "Banco Original"                       | R$ 10.000                        | Jojo        | Lipe        |
| 13     | Atividade "Brincando com Copos"                  | R$ 20.000                        | Biel        | Biel        |
| 13     | Chama Verde Concedido pela "Prova de Fogo"       | R$ 20.000                        | Nenhum      | Biel        |
| 14     | Atividade "Roleta da Sorte"                      | R$ 20.000                        | Biel        | Biel        |
| 14     | Prova Final                                      | R$ 5.000                         | Jojo        | Jojo        |
| 14     | Prova Final                                      | R$ 5.000                         | Mariano     |             |
| 14     | Prova Final                                      | R$ 5.000                         | Victória    |             |
| 14     | Prova Final                                      | R$ 5.000                         | Fernandinho | Fernandinho |
| 14     | Prova Final                                      | R$ 5.000                         | Lidi        |             |
| 14     | Prova Final                                      | R$ 5.000                         | Mateus      |             |
| 14     | Prova Final                                      | R$ 5.000                         | Jakelyne    | Jakelyne    |
| 14     | Prova Final                                      | R$ 5.000                         | Juliano     |             |
| 14     | Prova Final                                      | R$ 5.000                         | Tays        |             |
| 14     | Prova Final                                      | R$ 5.000                         | JP          | JP          |
| 14     | Prova Final                                      | R$ 5.000                         | Mirella     |             |
| 14     | Prova Final                                      | R$ 5.000                         | Stéfani     |             |
| 14     | Prova Final                                      | R$ 10.000                        | Biel        | Biel        |
| 14     | Prova Final                                      | R$ 10.000                        | Cartolouco  |             |
| 14     | Prova Final                                      | R$ 10.000                        | Rodrigo     |             |
| 14     | Prova Final                                      | R$ 20.000                        | Lucas       | Lucas       |
| 14     | Prova Final                                      | R$ 20.000                        | Raissa      |             |
| 14     | Prova Final                                      | Carro 0 km no valor de R$ 80.000 | Lipe        | Lipe        |

| Semana | Prova                          | Prêmio    | Ganhador    | Mediador    |
| ------ | ------------------------------ | --------- | ----------- | ----------- |
| 1      | Atividade "Máquina da Verdade" | R$ 19.000 | Fernandinho | Fernandinho |
| 2      | Atividade "Máquina da Verdade" | R$ 20.000 | JP          | JP          |
| 3      | Atividade "Máquina da Verdade" | R$ 17.000 | Rodrigo     | Rodrigo     |
| 4      | Atividade "Máquina da Verdade" | R$ 20.000 | Cartolouco  | Cartolouco  |
| 4      | Atividade "Troca de Elogios"   | R$ 7.000  |             |             |
| 5      | Atividade "Máquina da Verdade" | R$ 17.000 | Carol       | Carol       |
| 6      | Atividade "Máquina da Verdade" | R$ 20.000 | Luiza       | Luiza       |
| 7      | Atividade "Máquina da Verdade" | R$ 17.000 | Victória    | Victória    |
| 8      | Atividade "Máquina da Verdade" | R$ 20.000 | Juliano     | Juliano     |
| 9      | Atividade "Máquina da Verdade" | R$ 18.000 | Lucas       | Lucas       |
| 10     | Atividade "Máquina da Verdade" | R$ 18.000 | Mirella     | Mirella     |
| 11     | Atividade "Máquina da Verdade" | R$ 20.000 | Raissa      | Raissa      |
| 12     | Atividade "Máquina da Verdade" | R$ 20.000 | Jakelyne    | Jakelyne    |
| 13     | Atividade "Máquina da Verdade" | R$ 20.000 | Mariano     | Mariano     |

### Prova de Fogo
Assim como na temporada anterior, os participantes competem para ganhar o Poder do Lampião. O Poder do Lampião dá o direito ao detentor de abrir o Lampião que pode ter consequências boas ou ruins no processo de formação da Roça. Os poderes já são divididos em duas Chamas: Verde e Vermelha, respectivamente. A Chama, escolhida pelo vencedor da Prova de Fogo, permanece com ele e pode lhe trazer algum benefício. A Chama restante é definida, também, pelo vencedor da prova que, ao vencer, delega a um peão, sendo um benefício ou um malefício para quem ele(a) escolher. A Chama Vermelha é definida pelo público através do Tik Tok dentre duas opções.
Os perdedores da prova estão automaticamente na Baia e, cada um, escolhe outro peão para ir ao local com eles.
| Semana | Participantes | Líder da prova | Ganhador | Excluídos                                                           | Consequências |
| ------ | ------------- | -------------- | -------- | ------------------------------------------------------------------- | --- |
| 1      | JP            | JP             | JP       | Biel Carol Cartolouco Fernandinho JP Luiza Mariano Rodrigo Victória | Chama Vermelha (JP): O dono do Poder deverá anular o voto recebido de dois peões (Biel e Rodrigo). Chama Verde (Carol): O dono do Poder deverá trocar de lugar com um dos peões da Baia (Victória). |
| 1      | Luiza         |                | JP       | Biel Carol Cartolouco Fernandinho JP Luiza Mariano Rodrigo Victória | Chama Vermelha (JP): O dono do Poder deverá anular o voto recebido de dois peões (Biel e Rodrigo). Chama Verde (Carol): O dono do Poder deverá trocar de lugar com um dos peões da Baia (Victória). |
| 1      | Victória      |                | JP       | Biel Carol Cartolouco Fernandinho JP Luiza Mariano Rodrigo Victória | Chama Vermelha (JP): O dono do Poder deverá anular o voto recebido de dois peões (Biel e Rodrigo). Chama Verde (Carol): O dono do Poder deverá trocar de lugar com um dos peões da Baia (Victória). |
| 2      | Juliano       | Juliano        | Juliano  | Lidi Lucas Mateus Raissa                                            | Chama Vermelha (Biel): O dono do Poder deverá escolher um peão para ir direto à Roça, sem disputar a Prova do Fazendeiro (Luiza). Chama Verde (Juliano): O dono do Poder deverá escolher entre ficar imune à formação da Roça ou ganhar um prêmio de R$ 10 mil. |
| 2      | Lucas         |                | Juliano  | Lidi Lucas Mateus Raissa                                            | Chama Vermelha (Biel): O dono do Poder deverá escolher um peão para ir direto à Roça, sem disputar a Prova do Fazendeiro (Luiza). Chama Verde (Juliano): O dono do Poder deverá escolher entre ficar imune à formação da Roça ou ganhar um prêmio de R$ 10 mil. |
| 2      | Mateus        |                | Juliano  | Lidi Lucas Mateus Raissa                                            | Chama Vermelha (Biel): O dono do Poder deverá escolher um peão para ir direto à Roça, sem disputar a Prova do Fazendeiro (Luiza). Chama Verde (Juliano): O dono do Poder deverá escolher entre ficar imune à formação da Roça ou ganhar um prêmio de R$ 10 mil. |
| 3      | Lipe          | Lipe           | Lipe     | Biel Juliano Rodrigo Victória                                       | Chama Vermelha (Lucas): O dono do Poder deverá vetar dois peões da formação da Roça (Lipe e Lucas) e escolher outros dois peões para votarem duas vezes (Cartolouco e Luiza). Chama Verde (Lipe): O dono do Poder deverá trocar o segundo, o terceiro ou o quarto indicado à Roça (Cartolouco) por qualquer peão (Juliano). |
| 3      | Mariano       | Lipe           | Lipe     | Biel Juliano Rodrigo Victória                                       | Chama Vermelha (Lucas): O dono do Poder deverá vetar dois peões da formação da Roça (Lipe e Lucas) e escolher outros dois peões para votarem duas vezes (Cartolouco e Luiza). Chama Verde (Lipe): O dono do Poder deverá trocar o segundo, o terceiro ou o quarto indicado à Roça (Cartolouco) por qualquer peão (Juliano). |
| 3      | Biel          | Rodrigo        | Lipe     | Biel Juliano Rodrigo Victória                                       | Chama Vermelha (Lucas): O dono do Poder deverá vetar dois peões da formação da Roça (Lipe e Lucas) e escolher outros dois peões para votarem duas vezes (Cartolouco e Luiza). Chama Verde (Lipe): O dono do Poder deverá trocar o segundo, o terceiro ou o quarto indicado à Roça (Cartolouco) por qualquer peão (Juliano). |
| 3      | Rodrigo       | Rodrigo        | Lipe     | Biel Juliano Rodrigo Victória                                       | Chama Vermelha (Lucas): O dono do Poder deverá vetar dois peões da formação da Roça (Lipe e Lucas) e escolher outros dois peões para votarem duas vezes (Cartolouco e Luiza). Chama Verde (Lipe): O dono do Poder deverá trocar o segundo, o terceiro ou o quarto indicado à Roça (Cartolouco) por qualquer peão (Juliano). |
| 3      | Juliano       | Victória       | Lipe     | Biel Juliano Rodrigo Victória                                       | Chama Vermelha (Lucas): O dono do Poder deverá vetar dois peões da formação da Roça (Lipe e Lucas) e escolher outros dois peões para votarem duas vezes (Cartolouco e Luiza). Chama Verde (Lipe): O dono do Poder deverá trocar o segundo, o terceiro ou o quarto indicado à Roça (Cartolouco) por qualquer peão (Juliano). |
| 3      | Victória      | Victória       | Lipe     | Biel Juliano Rodrigo Victória                                       | Chama Vermelha (Lucas): O dono do Poder deverá vetar dois peões da formação da Roça (Lipe e Lucas) e escolher outros dois peões para votarem duas vezes (Cartolouco e Luiza). Chama Verde (Lipe): O dono do Poder deverá trocar o segundo, o terceiro ou o quarto indicado à Roça (Cartolouco) por qualquer peão (Juliano). |
| 4      | Lucas         | Lucas          | Lucas    | Lidi Luiza Mirella Tays                                             | Chama Vermelha (Lucas): O dono do Poder deverá repassar todos os votos que qualquer peão recebeu (Biel) para outro peão (Cartolouco). Chama Verde (Cartolouco): O dono do Poder não vota na formação da Roça e todo voto que receber será dobrado. |
| 4      | Mirella       |                | Lucas    | Lidi Luiza Mirella Tays                                             | Chama Vermelha (Lucas): O dono do Poder deverá repassar todos os votos que qualquer peão recebeu (Biel) para outro peão (Cartolouco). Chama Verde (Cartolouco): O dono do Poder não vota na formação da Roça e todo voto que receber será dobrado. |
| 4      | Tays          |                | Lucas    | Lidi Luiza Mirella Tays                                             | Chama Vermelha (Lucas): O dono do Poder deverá repassar todos os votos que qualquer peão recebeu (Biel) para outro peão (Cartolouco). Chama Verde (Cartolouco): O dono do Poder não vota na formação da Roça e todo voto que receber será dobrado. |
| 5      | Jojo          | Jojo           | Lipe     | Biel Jojo Juliano Mariano Mateus Stéfani Tays Victória              | Chama Vermelha (Lipe): O dono do Poder e mais um peão escolhido por ele (Lucas) estarão imunes à votação dos peões. Chama Verde (Lucas): O dono do Poder deverá trocar os quatro peões da Baia por quatro peões da sede (Biel, Mariano, Mateus e Victória). |
| 5      | Victória      | Jojo           | Lipe     | Biel Jojo Juliano Mariano Mateus Stéfani Tays Victória              | Chama Vermelha (Lipe): O dono do Poder e mais um peão escolhido por ele (Lucas) estarão imunes à votação dos peões. Chama Verde (Lucas): O dono do Poder deverá trocar os quatro peões da Baia por quatro peões da sede (Biel, Mariano, Mateus e Victória). |
| 5      | Jakelyne      | Lipe           | Lipe     | Biel Jojo Juliano Mariano Mateus Stéfani Tays Victória              | Chama Vermelha (Lipe): O dono do Poder e mais um peão escolhido por ele (Lucas) estarão imunes à votação dos peões. Chama Verde (Lucas): O dono do Poder deverá trocar os quatro peões da Baia por quatro peões da sede (Biel, Mariano, Mateus e Victória). |
| 5      | Lipe          | Lipe           | Lipe     | Biel Jojo Juliano Mariano Mateus Stéfani Tays Victória              | Chama Vermelha (Lipe): O dono do Poder e mais um peão escolhido por ele (Lucas) estarão imunes à votação dos peões. Chama Verde (Lucas): O dono do Poder deverá trocar os quatro peões da Baia por quatro peões da sede (Biel, Mariano, Mateus e Victória). |
| 5      | Raissa        | Stéfani        | Lipe     | Biel Jojo Juliano Mariano Mateus Stéfani Tays Victória              | Chama Vermelha (Lipe): O dono do Poder e mais um peão escolhido por ele (Lucas) estarão imunes à votação dos peões. Chama Verde (Lucas): O dono do Poder deverá trocar os quatro peões da Baia por quatro peões da sede (Biel, Mariano, Mateus e Victória). |
| 5      | Stéfani       | Stéfani        | Lipe     | Biel Jojo Juliano Mariano Mateus Stéfani Tays Victória              | Chama Vermelha (Lipe): O dono do Poder e mais um peão escolhido por ele (Lucas) estarão imunes à votação dos peões. Chama Verde (Lucas): O dono do Poder deverá trocar os quatro peões da Baia por quatro peões da sede (Biel, Mariano, Mateus e Victória). |
| 6      | Lucas         | Lucas          | Raissa   | Biel Juliano Lucas Mateus                                           | Chama Vermelha (Jojo): O dono do Poder deverá escolher três peões (Biel, Juliano e Lidi). Uma nova votação decidirá qual dos três é o quarto indicado (Juliano). A formação da Roça não terá Resta Um. Chama Verde (Raissa): O voto do dono do Poder será dobrado (Victória). Ele também deverá anular dois votos que outros peões receberam (Jakelyne).                                                                        |
| 6      | Mateus        |                | Raissa   | Biel Juliano Lucas Mateus                                           | Chama Vermelha (Jojo): O dono do Poder deverá escolher três peões (Biel, Juliano e Lidi). Uma nova votação decidirá qual dos três é o quarto indicado (Juliano). A formação da Roça não terá Resta Um. Chama Verde (Raissa): O voto do dono do Poder será dobrado (Victória). Ele também deverá anular dois votos que outros peões receberam (Jakelyne).                                                                        |
| 6      | Raissa        |                | Raissa   | Biel Juliano Lucas Mateus                                           | Chama Vermelha (Jojo): O dono do Poder deverá escolher três peões (Biel, Juliano e Lidi). Uma nova votação decidirá qual dos três é o quarto indicado (Juliano). A formação da Roça não terá Resta Um. Chama Verde (Raissa): O voto do dono do Poder será dobrado (Victória). Ele também deverá anular dois votos que outros peões receberam (Jakelyne).                                                                        |
| 7      | Biel          | Biel           | Biel     | Jakelyne Lipe Mirella Raissa                                        | Chama Vermelha (Victória): O dono do Poder deverá trocar o quarto indicado à Roça (Tays) por qualquer peão (Raissa). Chama Verde (Biel): O Fazendeiro ganhará um prêmio de R$ 20 mil se deixar o dono do Poder escolher o primeiro indicado à Roça (Lipe). |
| 7      | Jakelyne      |                | Biel     | Jakelyne Lipe Mirella Raissa                                        | Chama Vermelha (Victória): O dono do Poder deverá trocar o quarto indicado à Roça (Tays) por qualquer peão (Raissa). Chama Verde (Biel): O Fazendeiro ganhará um prêmio de R$ 20 mil se deixar o dono do Poder escolher o primeiro indicado à Roça (Lipe). |
| 7      | Lipe          |                | Biel     | Jakelyne Lipe Mirella Raissa                                        | Chama Vermelha (Victória): O dono do Poder deverá trocar o quarto indicado à Roça (Tays) por qualquer peão (Raissa). Chama Verde (Biel): O Fazendeiro ganhará um prêmio de R$ 20 mil se deixar o dono do Poder escolher o primeiro indicado à Roça (Lipe). |
| 7      | Mirella       |                | Biel     | Jakelyne Lipe Mirella Raissa                                        | Chama Vermelha (Victória): O dono do Poder deverá trocar o quarto indicado à Roça (Tays) por qualquer peão (Raissa). Chama Verde (Biel): O Fazendeiro ganhará um prêmio de R$ 20 mil se deixar o dono do Poder escolher o primeiro indicado à Roça (Lipe). |
| 8      | Jojo          | Jojo           | Lucas    | Jojo Lidi Mateus Stéfani                                            | Chama Vermelha (Lucas): O dono do Poder estará imune à formação da Roça e escolherá qualquer peão para ser o terceiro indicado à Roça (Mateus). Chama Verde (Lipe): O dono do Poder e mais um peão escolhido por ele estarão imunes ao Resta Um. Caso o dono do Poder já esteja na Roça, ele deverá apenas imunizar um peão (Lidi).                                                                                             |
| 8      | Lidi          |                | Lucas    | Jojo Lidi Mateus Stéfani                                            | Chama Vermelha (Lucas): O dono do Poder estará imune à formação da Roça e escolherá qualquer peão para ser o terceiro indicado à Roça (Mateus). Chama Verde (Lipe): O dono do Poder e mais um peão escolhido por ele estarão imunes ao Resta Um. Caso o dono do Poder já esteja na Roça, ele deverá apenas imunizar um peão (Lidi).                                                                                             |
| 8      | Lucas         |                | Lucas    | Jojo Lidi Mateus Stéfani                                            | Chama Vermelha (Lucas): O dono do Poder estará imune à formação da Roça e escolherá qualquer peão para ser o terceiro indicado à Roça (Mateus). Chama Verde (Lipe): O dono do Poder e mais um peão escolhido por ele estarão imunes ao Resta Um. Caso o dono do Poder já esteja na Roça, ele deverá apenas imunizar um peão (Lidi).                                                                                             |
| 9      | Lipe          | Lipe           | Mirella  | Lipe Lucas Mariano Stéfani                                          | Chama Vermelha (Lucas): O dono do Poder deverá escolher dois peões: um para ganhar um prêmio de R$ 10 mil (Lidi) e outro para ser o quarto indicado à Roça (Jakelyne). Chama Verde (Mirella): O dono do Poder ganhará um prêmio de R$ 20 mil se deixar a sede sem água encanada por 48 horas. Poder Especial (Biel): O dono do Poder deverá trocar o segundo ou o terceiro indicado à Roça (Mateus) por qualquer peão (Raissa). |
| 9      | Mirella       |                | Mirella  | Lipe Lucas Mariano Stéfani                                          | Chama Vermelha (Lucas): O dono do Poder deverá escolher dois peões: um para ganhar um prêmio de R$ 10 mil (Lidi) e outro para ser o quarto indicado à Roça (Jakelyne). Chama Verde (Mirella): O dono do Poder ganhará um prêmio de R$ 20 mil se deixar a sede sem água encanada por 48 horas. Poder Especial (Biel): O dono do Poder deverá trocar o segundo ou o terceiro indicado à Roça (Mateus) por qualquer peão (Raissa). |
| 9      | Stéfani       |                | Mirella  | Lipe Lucas Mariano Stéfani                                          | Chama Vermelha (Lucas): O dono do Poder deverá escolher dois peões: um para ganhar um prêmio de R$ 10 mil (Lidi) e outro para ser o quarto indicado à Roça (Jakelyne). Chama Verde (Mirella): O dono do Poder ganhará um prêmio de R$ 20 mil se deixar a sede sem água encanada por 48 horas. Poder Especial (Biel): O dono do Poder deverá trocar o segundo ou o terceiro indicado à Roça (Mateus) por qualquer peão (Raissa). |
| 10     | Lidi          | Lidi           | Mariano  | Biel Lidi Raissa Stéfani                                            | Chama Vermelha (Lipe): O dono do Poder deverá escolher qualquer peão da sede para ser o quarto indicado à Roça (Tays). Chama Verde (Mariano): O dono do Poder deverá salvar o segundo, o terceiro, o quarto ou o quinto indicado à Roça (Tays) e escolher um peão dos indicados restantes para ir direto à Roça, sem disputar a Prova do Fazendeiro (Mirella).                                                                  |
| 10     | Mariano       |                | Mariano  | Biel Lidi Raissa Stéfani                                            | Chama Vermelha (Lipe): O dono do Poder deverá escolher qualquer peão da sede para ser o quarto indicado à Roça (Tays). Chama Verde (Mariano): O dono do Poder deverá salvar o segundo, o terceiro, o quarto ou o quinto indicado à Roça (Tays) e escolher um peão dos indicados restantes para ir direto à Roça, sem disputar a Prova do Fazendeiro (Mirella).                                                                  |
| 10     | Raissa        |                | Mariano  | Biel Lidi Raissa Stéfani                                            | Chama Vermelha (Lipe): O dono do Poder deverá escolher qualquer peão da sede para ser o quarto indicado à Roça (Tays). Chama Verde (Mariano): O dono do Poder deverá salvar o segundo, o terceiro, o quarto ou o quinto indicado à Roça (Tays) e escolher um peão dos indicados restantes para ir direto à Roça, sem disputar a Prova do Fazendeiro (Mirella).                                                                  |
| 11     | Jakelyne      | Jakelyne       | Lipe     | Jakelyne Mateus Raissa Tays                                         | Chama Vermelha (Lipe): O dono do Poder começará o Resta Um. Caso o dono do Poder não esteja na Roça, ele já estará salvo (Mateus foi o último a sobrar do Resta Um). Chama Verde (Lidi): O dono do Poder deverá trocar o peão vetado da Prova do Fazendeiro (Lidi) por qualquer outro peão indicado à Roça (Mariano). |
| 11     | Lipe          |                | Lipe     | Jakelyne Mateus Raissa Tays                                         | Chama Vermelha (Lipe): O dono do Poder começará o Resta Um. Caso o dono do Poder não esteja na Roça, ele já estará salvo (Mateus foi o último a sobrar do Resta Um). Chama Verde (Lidi): O dono do Poder deverá trocar o peão vetado da Prova do Fazendeiro (Lidi) por qualquer outro peão indicado à Roça (Mariano). |
| 11     | Tays          |                | Lipe     | Jakelyne Mateus Raissa Tays                                         | Chama Vermelha (Lipe): O dono do Poder começará o Resta Um. Caso o dono do Poder não esteja na Roça, ele já estará salvo (Mateus foi o último a sobrar do Resta Um). Chama Verde (Lidi): O dono do Poder deverá trocar o peão vetado da Prova do Fazendeiro (Lidi) por qualquer outro peão indicado à Roça (Mariano). |
| 12     | Jojo          | Jojo           | Mariano  | Biel Jojo Lipe Stéfani                                              | Chama Vermelha (Lidi): O dono do Poder será o quarto indicado à Roça. Caso o dono do Poder já esteja na Roça, ele deverá escolher qualquer peão para ser o quarto indicado à Roça (Jojo). Chama Verde (Mariano): O dono do Poder deverá escolher entre ficar imune à formação da Roça ou ganhar um prêmio de R$ 20 mil. Se escolher a imunidade, a sede ficará sem água encanada por 48 horas.                                  |
| 12     | Mariano       |                | Mariano  | Biel Jojo Lipe Stéfani                                              | Chama Vermelha (Lidi): O dono do Poder será o quarto indicado à Roça. Caso o dono do Poder já esteja na Roça, ele deverá escolher qualquer peão para ser o quarto indicado à Roça (Jojo). Chama Verde (Mariano): O dono do Poder deverá escolher entre ficar imune à formação da Roça ou ganhar um prêmio de R$ 20 mil. Se escolher a imunidade, a sede ficará sem água encanada por 48 horas.                                  |
| 12     | Stéfani       |                | Mariano  | Biel Jojo Lipe Stéfani                                              | Chama Vermelha (Lidi): O dono do Poder será o quarto indicado à Roça. Caso o dono do Poder já esteja na Roça, ele deverá escolher qualquer peão para ser o quarto indicado à Roça (Jojo). Chama Verde (Mariano): O dono do Poder deverá escolher entre ficar imune à formação da Roça ou ganhar um prêmio de R$ 20 mil. Se escolher a imunidade, a sede ficará sem água encanada por 48 horas.                                  |
| 13     | Biel          | Biel           | Biel     | Lipe Stéfani Tays                                                   | Chama Vermelha (Mateus): O dono do Poder deverá escolher dois peões (Biel e Stéfani). Uma nova votação decidirá qual dos dois é o quarto indicado (Stéfani). Chama Verde (Biel): O dono do Poder deverá escolher entre ganhar um prêmio de R$ 20 mil ou trocar o segundo, o terceiro ou o quarto indicado à Roça (Mateus) por qualquer peão (Jojo).                                                                             |
| 13     | Lipe          |                | Biel     | Lipe Stéfani Tays                                                   | Chama Vermelha (Mateus): O dono do Poder deverá escolher dois peões (Biel e Stéfani). Uma nova votação decidirá qual dos dois é o quarto indicado (Stéfani). Chama Verde (Biel): O dono do Poder deverá escolher entre ganhar um prêmio de R$ 20 mil ou trocar o segundo, o terceiro ou o quarto indicado à Roça (Mateus) por qualquer peão (Jojo).                                                                             |
| 13     | Tays          |                | Biel     | Lipe Stéfani Tays                                                   | Chama Vermelha (Mateus): O dono do Poder deverá escolher dois peões (Biel e Stéfani). Uma nova votação decidirá qual dos dois é o quarto indicado (Stéfani). Chama Verde (Biel): O dono do Poder deverá escolher entre ganhar um prêmio de R$ 20 mil ou trocar o segundo, o terceiro ou o quarto indicado à Roça (Mateus) por qualquer peão (Jojo).                                                                             |

### Delegação das obrigações
Toda semana, o Fazendeiro tem que delegar uma obrigação para os peões, como cuidar das vacas, das aves e das plantas.
|                  | Sem. 1                                                          | Sem. 2                                                           | Sem. 3                                                | Sem. 4                                              | Sem. 5                                | Sem. 6                                | Sem. 7                 | Sem. 8            | Sem. 9    | Sem. 10  | Sem. 11  | Sem. 12  | Sem. 13 | Sem. 14 |
| ---------------- | --------------------------------------------------------------- | ---------------------------------------------------------------- | ----------------------------------------------------- | --------------------------------------------------- | ------------------------------------- | ------------------------------------- | ---------------------- | ----------------- | --------- | -------- | -------- | -------- | ------- | ------- |
| Fazendeiro       | Jakelyne                                                        | Rodrigo                                                          | Carol                                                 | Juliano                                             | Luiza                                 | Mariano                               | Juliano                | Jakelyne          | Biel      | Jakelyne | Jojo     | Mateus   | Lidi    | Stéfani |
| Vacas            | Lucas                                                           | Tays                                                             | Mariano                                               | Lidi                                                | Biel                                  | Jojo                                  | Jakelyne               | Mirella           | Stéfani   | Lidi     | Biel     | Jakelyne | Biel    | Lipe    |
| Vacas            | Luiza                                                           | Cartolouco                                                       | Stéfani                                               | Raissa                                              | Mateus                                | Juliano                               | Lipe                   | Raissa            | Mariano   | Tays     | Mateus   | Jakelyne | Biel    | Lipe    |
| Cavalo           | Victória                                                        | Jojo                                                             | Luiza                                                 | Mirella                                             | Carol                                 | Tays                                  | Stéfani                | Lucas             | Jakelyne  | Raissa   | Lipe     | Mariano  | Stéfani | Tays    |
| Jumentas         | Carol                                                           | Mateus                                                           | Lipe                                                  | Cartolouco                                          | Victória                              | Lidi                                  | Mirella                | Stéfani           | Lucas     | Jojo     | Mariano  | Stéfani  | Lipe    | Lidi    |
| Ovelhas          | Fernandinho                                                     | Raissa                                                           | Lucas                                                 | Lipe                                                | Jakelyne                              | Mirella                               | Mariano                | Biel              | Mateus    | Stéfani  | Tays     | Lipe     | Jojo    | Stéfani |
| Mini cabras      | Mirella                                                         | Stéfani                                                          | Jakelyne                                              | Tays                                                | Mariano                               | Raissa                                | Victória               | Jojo              | Lipe      | Mateus   | Lidi     | Tays     | Mateus  | Mateus  |
| Hortas e plantas | Juliano                                                         | Biel                                                             | Mateus                                                | Luiza                                               | Stéfani                               | Lucas                                 | Lidi                   | Mariano           | Mirella   | Lipe     | Raissa   | Lidi     | Tays    | Biel    |
| Aves             | Mariano                                                         | JP                                                               | Victória                                              | Jojo                                                | Lucas                                 | Lipe                                  | Mateus                 | Tays              | Lidi      | Biel     | Stéfani  | Biel     | Mariano | Mateus  |
| Lixo             | Lipe                                                            | Lidi                                                             | Juliano                                               | Carol                                               | Tays                                  | Luiza                                 | Biel                   | Mateus            | Raissa    | Mariano  | Jakelyne | Jojo     | Mateus  | Jojo    |
| Sem obrigações   | Biel Cartolouco Jojo JP Lidi Mateus Raissa Rodrigo Stéfani Tays | Carol Jakelyne Juliano Lipe Lucas Luiza Mariano Mirella Victória | Biel Cartolouco Jojo Lidi Mirella Raissa Rodrigo Tays | Biel Jakelyne Lucas Mariano Mateus Stéfani Victória | Jojo Juliano Lidi Lipe Mirella Raissa | Biel Jakelyne Mateus Stéfani Victória | Jojo Lucas Raissa Tays | Juliano Lidi Lipe | Jojo Tays | Mirella  | Ninguém  | Ninguém  | Ninguém | Ninguém |

### Punições
Quando há o descumprimento de alguma regra, demora ou erro no cuidado dos animais, os peões recebem alguma punição que prejudique a autossubsistência na sede.
| Data  | Peão           | Motivo                                                                                   | Duração                                                | Punição                 | Fazendeiro da Semana |
| ----- | -------------- | ---------------------------------------------------------------------------------------- | ------------------------------------------------------ | ----------------------- | -------------------- |
| 08/09 | Biel           | Não cumpriram as regras de convivência na Baia Utilizaram o reservado da sede            | 6 horas                                                | Sem gás                 | (nenhum)             |
| 08/09 | Cartolouco     | Não cumpriram as regras de convivência na Baia Utilizaram o reservado da sede            | 6 horas                                                | Sem gás                 | (nenhum)             |
| 09/09 | Lucas          | Não utilizou o microfone para se comunicar                                               | 6 horas                                                | Sem água quente         | (nenhum)             |
| 12/09 | Lucas (2)      | Fez necessidades fisiológicas fora do reservado                                          | 24 horas                                               | Sem ovos                | Jakelyne             |
| 12/09 | JP             | Não cumpriu as regras de convivência na Baia Levou alimentos da sede para a Baia         | 24 horas                                               | Sem carne               | Jakelyne             |
| 13/09 | JP (2)         | Não cumpriu as regras de convivência na Baia Escovou os dentes na sede                   | 1 semana                                               | Sem café                | Jakelyne             |
| 15/09 | Victória       | Não cumpriu as regras de convivência na Baia Transportou itens para a Baia fora do balde | 24 horas                                               | Sem sal                 | Jakelyne             |
| 16/09 | Cartolouco (2) | Entrou dentro da sede de cueca e toalha                                                  | 24 horas                                               | Sem academia            | Jakelyne             |
| 19/09 | Jakelyne       | Levou alimentos da festa para dentro da sede                                             | 12 horas                                               | Sem água quente         | Rodrigo              |
| 19/09 | Mirella        | Não utilizou o microfone para se comunicar                                               | 12 horas                                               | Sem gás                 | Rodrigo              |
| 20/09 | Raissa         | Levou bebida para a área dos animais                                                     | 24 horas                                               | Sem água quente e ofurô | Rodrigo              |
| 20/09 | Mirella (2)    | Não utilizou o microfone para se comunicar                                               | 48 horas                                               | Sem proteína            | Rodrigo              |
| 26/09 | Lipe           | Utilizaram o álcool em gel da sede indevidamente                                         | 24 horas                                               | Sem água encanada       | Carol                |
| 26/09 | Mariano        | Utilizaram o álcool em gel da sede indevidamente                                         | 24 horas                                               | Sem água encanada       | Carol                |
| 26/09 | Biel (2)       | Não utilizaram o microfone para se comunicarem                                           | +24 horas somada à punição de Lipe e Mariano, 48 horas | Sem água encanada       | Carol                |
| 26/09 | Tays           | Não utilizaram o microfone para se comunicarem                                           | +24 horas somada à punição de Lipe e Mariano, 48 horas | Sem água encanada       | Carol                |
| 26/09 | Juliano        | Levou bebida para a área dos animais                                                     | 24 horas                                               | Sem gás                 | Carol                |
| 27/09 | Carol          | Não atenderam aos sinais sonoros para obrigações da vaca                                 | +24 horas somada à punição de Juliano, 48 horas        | Sem gás                 | Carol                |
| 27/09 | Mariano (2)    | Não atenderam aos sinais sonoros para obrigações da vaca                                 | +24 horas somada à punição de Juliano, 48 horas        | Sem gás                 | Carol                |
| 27/09 | Stéfani        | Não atenderam aos sinais sonoros para obrigações da vaca                                 | +24 horas somada à punição de Juliano, 48 horas        | Sem gás                 | Carol                |
| 03/10 | Cartolouco (3) | Levaram bebidas da festa para dentro da sede                                             | 48 horas                                               | Sem água quente         | Juliano              |
| 03/10 | Victória (2)   | Levaram bebidas da festa para dentro da sede                                             | 48 horas                                               | Sem água quente         | Juliano              |
| 03/10 | Lipe (2)       | Utilizou o álcool em gel da sede indevidamente                                           | 48 horas                                               | Sem gás                 | Juliano              |
| 06/10 | Biel (3)       | Levou bebida para a área dos animais                                                     | 72 horas                                               | Sem café                | Juliano              |
| 10/10 | Biel (4)       | Não utilizou o microfone para se comunicar                                               | 4 dias                                                 | Sem ovos                | Luiza                |
| 10/10 | Biel (5)       | Levou alimento para a área dos animais                                                   | 24 horas                                               | Sem água quente         | Luiza                |
| 17/10 | Lidi           | Fez necessidades fisiológicas fora do reservado                                          | 24 horas                                               | Sem água encanada       | Mariano              |
| 17/10 | Luiza          | Levou alimento para a área dos animais                                                   | 4 dias                                                 | Sem café                | Mariano              |
| 19/10 | Biel (6)       | Não cumpriram as regras de convivência na Baia Utilizaram a pia da sede                  | 24 horas                                               | Sem água quente         | Mariano              |
| 19/10 | Juliano (2)    | Não cumpriram as regras de convivência na Baia Utilizaram a pia da sede                  | 24 horas                                               | Sem água quente         | Mariano              |
| 21/10 | Luiza (2)      | Foi sem galochas para a área dos animais                                                 | 24 horas                                               | Sem água encanada       | Mariano              |
| 22/10 | Jojo           | Não atendeu aos sinais sonoros para obrigações da vaca                                   | 24 horas                                               | Sem gás                 | Juliano              |
| 23/10 | Biel (7)       | Não utilizou o microfone para se comunicar                                               | 48 horas                                               | Sem academia            | Juliano              |
| 24/10 | Biel (8)       | Levou bebidas da festa para dentro da sede                                               | 48 horas                                               | Sem água quente         | Juliano              |
| 24/10 | Lucas (3)      | Fez necessidades fisiológicas fora do reservado                                          | 48 horas                                               | Sem gás                 | Juliano              |
| 24/10 | Juliano (3)    | Trocou de roupa dentro do reservado                                                      | 4 dias                                                 | Sem café                | Juliano              |
| 25/10 | Mirella (3)    | Trocou de roupa dentro do reservado                                                      | 48 horas                                               | Sem água encanada       | Juliano              |
| 28/10 | Biel (9)       | Passou informações sobre a Chama Vermelha na votação                                     | Cancelamento do poder                                  | Cancelamento do poder   | Juliano              |
| 31/10 | Jakelyne (2)   | Não atenderam aos sinais sonoros para obrigações da vaca                                 | 24 horas                                               | Sem água encanada       | Jakelyne             |
| 31/10 | Mirella (4)    | Não atenderam aos sinais sonoros para obrigações da vaca                                 | 24 horas                                               | Sem água encanada       | Jakelyne             |
| 31/10 | Raissa (2)     | Não atenderam aos sinais sonoros para obrigações da vaca                                 | 24 horas                                               | Sem água encanada       | Jakelyne             |
| 10/11 | Mirella (5)    | Decisão pelo Poder da Chama Verde                                                        | 48 horas                                               | Sem água encanada       | Biel                 |
| 13/11 | Biel (10)      | Deixaram a sede durante o programa ao vivo sem autorização                               | 5 dias                                                 | Sem café                | Jakelyne             |
| 13/11 | Jakelyne (3)   | Deixaram a sede durante o programa ao vivo sem autorização                               | 5 dias                                                 | Sem café                | Jakelyne             |
| 13/11 | Jojo (2)       | Deixaram a sede durante o programa ao vivo sem autorização                               | 5 dias                                                 | Sem café                | Jakelyne             |
| 13/11 | Lidi (2)       | Deixaram a sede durante o programa ao vivo sem autorização                               | 5 dias                                                 | Sem café                | Jakelyne             |
| 13/11 | Lipe (3)       | Deixaram a sede durante o programa ao vivo sem autorização                               | 5 dias                                                 | Sem café                | Jakelyne             |
| 13/11 | Mariano (3)    | Deixaram a sede durante o programa ao vivo sem autorização                               | 5 dias                                                 | Sem café                | Jakelyne             |
| 13/11 | Mateus         | Deixaram a sede durante o programa ao vivo sem autorização                               | 5 dias                                                 | Sem café                | Jakelyne             |
| 13/11 | Mirella (6)    | Deixaram a sede durante o programa ao vivo sem autorização                               | 5 dias                                                 | Sem café                | Jakelyne             |
| 13/11 | Stéfani (2)    | Deixaram a sede durante o programa ao vivo sem autorização                               | 5 dias                                                 | Sem café                | Jakelyne             |
| 13/11 | Tays (2)       | Deixaram a sede durante o programa ao vivo sem autorização                               | 5 dias                                                 | Sem café                | Jakelyne             |
| 29/11 | Jojo (3)       | Não utilizou o microfone para se comunicar                                               | 48 horas                                               | Sem água encanada       | Mateus               |
| 01/12 | Mariano (4)    | Decisão pelo Poder da Chama Verde                                                        | 48 horas                                               | Sem água encanada       | Mateus               |
| 07/12 | Tays (3)       | Não cumpriu as regras de convivência na Baia Utilizou o reservado da sede                | 48 horas                                               | Sem água encanada       | Lidi                 |

### Votação
|                       | Sem. 1                                                              | Sem. 2                      | Sem. 3                        | Sem. 4                           | Sem. 5                                                 | Sem. 6                        | Sem. 6                        | Sem. 7                         | Sem. 8                        | Sem. 9                       | Sem. 10                       | Sem. 11                       | Sem. 12                        | Sem. 13                       | Sem. 13                       | Sem. 14                      | Sem. 14                           | Sem. 14                              | Sem. 14                              | Votos recebidos |
| Dia 95                | Sem. 1                                                              | Sem. 2                      | Sem. 3                        | Sem. 4                           | Sem. 5                                                 | Sem. 6                        | Sem. 6                        | Sem. 7                         | Sem. 8                        | Sem. 9                       | Sem. 10                       | Sem. 11                       | Sem. 12                        | Sem. 13                       | Sem. 13                       | Dia 97                       | Dia 97                            | Final                                |                                      | Votos recebidos |
| --------------------- | ------------------------------------------------------------------- | --------------------------- | ----------------------------- | -------------------------------- | ------------------------------------------------------ | ----------------------------- | ----------------------------- | ------------------------------ | ----------------------------- | ---------------------------- | ----------------------------- | ----------------------------- | ------------------------------ | ----------------------------- | ----------------------------- | ---------------------------- | --------------------------------- | ------------------------------------ | ------------------------------------ | --------------- |
| Fazendeiro da Semana  | Jakelyne                                                            | Rodrigo                     | Carol                         | Juliano                          | Luiza                                                  | Mariano                       | Mariano                       | Juliano                        | Jakelyne                      | Biel                         | Jakelyne                      | Jojo                          | Mateus                         | Lidi                          | Lidi                          | Stéfani                      | (nenhum)                          | (nenhum)                             | (nenhum)                             |                 |
| Poder do Lampião      | JP                                                                  | Juliano                     | Lipe                          | Lucas                            | Lipe                                                   | Raissa                        | Raissa                        | Biel                           | Lucas                         | Mirella                      | Mariano                       | Lipe                          | Mariano                        | Biel                          | Biel                          | (nenhum)                     | (nenhum)                          | (nenhum)                             | (nenhum)                             |                 |
| Excluídos (Baia)      | Biel Carol Cartolouco Fernandinho JP Luiza Mariano Rodrigo Victória | Lidi Lucas Mateus Raissa    | Biel Juliano Rodrigo Victória | Lidi Luiza Mirella Tays          | Biel Jojo Juliano Mariano Mateus Stéfani Tays Victória | Biel Juliano Lucas Mateus     | Biel Juliano Lucas Mateus     | Jakelyne Lipe Mirella Raissa   | Jojo Lidi Mateus Stéfani      | Lipe Lucas Mariano Stéfani   | Biel Lidi Raissa Stéfani      | Jakelyne Mateus Raissa Tays   | Biel Jojo Lipe Stéfani         | Lipe Stéfani Tays             | Lipe Stéfani Tays             | (nenhum)                     | (nenhum)                          | (nenhum)                             | (nenhum)                             |                 |
| Indicado (Fazendeiro) | Cartolouco                                                          | Carol                       | Rodrigo                       | Jojo                             | Tays                                                   | Luiza                         | Luiza                         | Lipe                           | Juliano                       | Jojo                         | Mirella                       | Lidi                          | Jakelyne                       | Mariano                       | Mariano                       | Mateus                       | (nenhum)                          | (nenhum)                             | (nenhum)                             |                 |
| Indicado (Peões)      | Raissa                                                              | Luiza                       | Raissa                        | Cartolouco                       | Carol                                                  | Mirella                       | Mirella                       | Victória                       | Biel                          | Mateus                       | Mateus                        | Mariano                       | Biel                           | Mateus                        | Mateus                        | Jojo                         | (nenhum)                          | (nenhum)                             | (nenhum)                             |                 |
| Indicado (Peões)      | Raissa                                                              | Luiza                       | Raissa                        | Cartolouco                       | Carol                                                  | Mirella                       | Mirella                       | Victória                       | Biel                          | Raissa                       | Mateus                        | Mariano                       | Biel                           | Jojo                          | Jojo                          | Jojo                         | (nenhum)                          | (nenhum)                             | (nenhum)                             |                 |
| Indicado (Baia)       | Fernandinho                                                         | Lidi                        | Biel                          | Luiza                            | Biel                                                   | Mateus                        | Mateus                        | Jakelyne                       | Mateus                        | Lucas                        | Stéfani                       | Raissa                        | Lidi                           | Lipe                          | Lipe                          | Lidi                         | Jojo                              | Tays                                 | (nenhum)                             |                 |
| Indicado (Baia)       | Fernandinho                                                         | Lidi                        | Biel                          | Luiza                            | Biel                                                   | Mateus                        | Mateus                        | Jakelyne                       | Mateus                        | Lucas                        | Stéfani                       | Raissa                        | Lidi                           | Lipe                          | Lipe                          | Lidi                         | Lidi                              | Stéfani                              | (nenhum)                             |                 |
| Indicado (Outros)     | Rodrigo                                                             | JP                          | Cartolouco                    | Biel                             | Mariano                                                | Juliano                       | Juliano                       | Tays                           | Tays                          | Jakelyne                     | Tays                          | Mateus                        | Jojo                           | Stéfani                       | Stéfani                       | (nenhum)                     | Biel                              | Lipe                                 | (nenhum)                             |                 |
| Indicado (Outros)     | Rodrigo                                                             | JP                          | Juliano                       | Biel                             | Mariano                                                | Juliano                       | Juliano                       | Raissa                         | Tays                          | Jakelyne                     | Jojo                          | Mateus                        | Jojo                           | Stéfani                       | Stéfani                       | (nenhum)                     | Biel                              | Lipe                                 | (nenhum)                             |                 |
|                       |                                                                     |                             |                               |                                  |                                                        |                               |                               |                                |                               |                              |                               |                               |                                |                               |                               |                              |                                   |                                      |                                      |                 |
| Jojo                  | Lidi                                                                | Juliano                     | Cartolouco                    | Biel Cartolouco                  | Juliano                                                | Mirella                       | Juliano                       | Mariano                        | Biel                          | Jakelyne                     | Tays                          | Mariano                       | Biel                           | Biel                          | Biel                          | Biel                         | Roça                              | Salva                                | Vencedora (Dia 103)                  | 12              |
| Biel                  | Raissa                                                              | Luiza                       | Raissa                        | Stéfani                          | Carol                                                  | Jakelyne                      | Lidi                          | Lidi                           | Raissa                        | Fazendeiro                   | Jojo                          | Stéfani                       | Jojo                           | Lipe                          | Stéfani                       | Jojo                         | Roça                              | Salvo                                | 2º lugar (Dia 103)                   | 26              |
| Stéfani               | Biel                                                                | Biel                        | Tays                          | Biel Cartolouco                  | Juliano                                                | Tays                          | Juliano                       | Biel                           | Biel                          | Mateus                       | Mateus                        | Mariano                       | Biel                           | Mateus                        | Biel                          | Fazendeira                   | Salva                             | Roça                                 | 3º lugar (Dia 103)                   | 11              |
| Lipe                  | Raissa                                                              | Luiza                       | Vetado                        | Biel Cartolouco                  | Carol                                                  | Mirella                       | Juliano                       | Victória                       | Biel                          | Mateus                       | Mateus                        | Biel                          | Biel                           | Mateus                        | Biel                          | Tays                         | Salvo                             | Roça                                 | 4º lugar (Dia 103)                   | 10              |
| Tays                  | Rodrigo                                                             | Luiza                       | Raissa                        | Stéfani                          | Mirella                                                | Mirella                       | Juliano                       | Stéfani                        | Mirella                       | Raissa                       | Jojo                          | Raissa                        | Lipe                           | Lipe                          | Stéfani                       | Lipe                         | Salva                             | Roça                                 | Eliminada (Dia 101)                  | 11              |
| Lidi                  | Biel                                                                | Victória                    | Jojo                          | Mateus                           | Carol                                                  | Mirella                       | Juliano                       | Victória                       | Biel                          | Mateus                       | Mateus                        | Mariano                       | Jojo                           | Fazendeira                    | Fazendeira                    | Jojo                         | Roça                              | Eliminada (Dia 100)                  | Eliminada (Dia 100)                  | 19              |
| Mateus                | Raissa                                                              | JP                          | Lidi                          | Biel Cartolouco                  | Raissa                                                 | Lidi                          | Lidi                          | Victória                       | Mirella                       | Raissa                       | Lipe                          | Raissa                        | Fazendeiro                     | Stéfani                       | Stéfani                       | Lidi                         | Eliminado (Dia 98)                | Eliminado (Dia 98)                   | Eliminado (Dia 98)                   | 17              |
| Mariano               | Rodrigo                                                             | Mirella                     | Luiza                         | Cartolouco (x2)                  | Mirella                                                | Fazendeiro                    | Fazendeiro                    | Victória                       | Mirella                       | Mirella                      | Jojo                          | Stéfani                       | Stéfani                        | Mateus                        | Stéfani                       | Eliminado (Dia 96)           | Eliminado (Dia 96)                | Eliminado (Dia 96)                   | Eliminado (Dia 96)                   | 9               |
| Jakelyne              | Fazendeira                                                          | JP                          | Raissa                        | Biel Cartolouco                  | Juliano                                                | Mirella                       | Juliano                       | Victória                       | Fazendeira                    | Mateus                       | Fazendeira                    | Raissa                        | Biel                           | Eliminada (Dia 89)            | Eliminada (Dia 89)            | Eliminada (Dia 89)           | Eliminada (Dia 89)                | Eliminada (Dia 89)                   | Eliminada (Dia 89)                   | 10              |
| Raissa                | Biel                                                                | Lipe                        | Tays                          | Cartolouco (x2)                  | Juliano                                                | Victória (x2)                 | Juliano                       | Victória                       | Biel                          | Mateus                       | Tays                          | Mateus                        | Eliminada (Dia 82)             | Eliminada (Dia 82)            | Eliminada (Dia 82)            | Eliminada (Dia 82)           | Eliminada (Dia 82)                | Eliminada (Dia 82)                   | Eliminada (Dia 82)                   | 21              |
| Mirella               | Jojo                                                                | Mariano                     | Tays                          | Mariano                          | Lidi                                                   | Jakelyne                      | Lidi                          | Lidi                           | Mariano                       | Tays                         | Mateus                        | Eliminada (Dia 75)            | Eliminada (Dia 75)             | Eliminada (Dia 75)            | Eliminada (Dia 75)            | Eliminada (Dia 75)           | Eliminada (Dia 75)                | Eliminada (Dia 75)                   | Eliminada (Dia 75)                   | 13              |
| Lucas                 | Biel                                                                | Luiza                       | Vetado                        | Cartolouco (x2)                  | Carol                                                  | Lipe                          | Juliano                       | Mateus                         | Biel                          | Jakelyne                     | Eliminado (Dia 68)            | Eliminado (Dia 68)            | Eliminado (Dia 68)             | Eliminado (Dia 68)            | Eliminado (Dia 68)            | Eliminado (Dia 68)           | Eliminado (Dia 68)                | Eliminado (Dia 68)                   | Eliminado (Dia 68)                   | 1               |
| Juliano               | Raissa                                                              | Luiza                       | Raissa                        | Fazendeiro                       | Carol                                                  | Jakelyne                      | Lidi                          | Fazendeiro                     | Biel                          | Eliminado (Dia 61)           | Eliminado (Dia 61)            | Eliminado (Dia 61)            | Eliminado (Dia 61)             | Eliminado (Dia 61)            | Eliminado (Dia 61)            | Eliminado (Dia 61)           | Eliminado (Dia 61)                | Eliminado (Dia 61)                   | Eliminado (Dia 61)                   | 15              |
| Victória              | Lidi                                                                | Cartolouco                  | Lidi                          | Lipe                             | Jakelyne                                               | Jakelyne                      | Lidi                          | Lidi                           | Eliminada (Dia 54)            | Eliminada (Dia 54)           | Eliminada (Dia 54)            | Eliminada (Dia 54)            | Eliminada (Dia 54)             | Eliminada (Dia 54)            | Eliminada (Dia 54)            | Eliminada (Dia 54)           | Eliminada (Dia 54)                | Eliminada (Dia 54)                   | Eliminada (Dia 54)                   | 9               |
| Luiza                 | Juliano                                                             | Biel                        | Tays (x2)                     | Mariano                          | Fazendeira                                             | Jakelyne                      | Lidi                          | Eliminada (Dia 47)             | Eliminada (Dia 47)            | Eliminada (Dia 47)           | Eliminada (Dia 47)            | Eliminada (Dia 47)            | Eliminada (Dia 47)             | Eliminada (Dia 47)            | Eliminada (Dia 47)            | Eliminada (Dia 47)           | Eliminada (Dia 47)                | Eliminada (Dia 47)                   | Eliminada (Dia 47)                   | 8               |
| Carol                 | Lidi                                                                | Lipe                        | Fazendeira                    | Biel Cartolouco                  | Lidi                                                   | Eliminada (Dia 40)            | Eliminada (Dia 40)            | Eliminada (Dia 40)             | Eliminada (Dia 40)            | Eliminada (Dia 40)           | Eliminada (Dia 40)            | Eliminada (Dia 40)            | Eliminada (Dia 40)             | Eliminada (Dia 40)            | Eliminada (Dia 40)            | Eliminada (Dia 40)           | Eliminada (Dia 40)                | Eliminada (Dia 40)                   | Eliminada (Dia 40)                   | 6               |
| Cartolouco            | Raissa                                                              | Luiza                       | Raissa (x2)                   | Vetado                           | Eliminado (Dia 33)                                     | Eliminado (Dia 33)            | Eliminado (Dia 33)            | Eliminado (Dia 33)             | Eliminado (Dia 33)            | Eliminado (Dia 33)           | Eliminado (Dia 33)            | Eliminado (Dia 33)            | Eliminado (Dia 33)             | Eliminado (Dia 33)            | Eliminado (Dia 33)            | Eliminado (Dia 33)           | Eliminado (Dia 33)                | Eliminado (Dia 33)                   | Eliminado (Dia 33)                   | 15              |
| Rodrigo               | Raissa                                                              | Fazendeiro                  | Mateus                        | Eliminado (Dia 26)               | Eliminado (Dia 26)                                     | Eliminado (Dia 26)            | Eliminado (Dia 26)            | Eliminado (Dia 26)             | Eliminado (Dia 26)            | Eliminado (Dia 26)           | Eliminado (Dia 26)            | Eliminado (Dia 26)            | Eliminado (Dia 26)             | Eliminado (Dia 26)            | Eliminado (Dia 26)            | Eliminado (Dia 26)           | Eliminado (Dia 26)                | Eliminado (Dia 26)                   | Eliminado (Dia 26)                   | 3               |
| JP                    | Raissa                                                              | Jakelyne                    | Eliminado (Dia 19)            | Eliminado (Dia 19)               | Eliminado (Dia 19)                                     | Eliminado (Dia 19)            | Eliminado (Dia 19)            | Eliminado (Dia 19)             | Eliminado (Dia 19)            | Eliminado (Dia 19)           | Eliminado (Dia 19)            | Eliminado (Dia 19)            | Eliminado (Dia 19)             | Eliminado (Dia 19)            | Eliminado (Dia 19)            | Eliminado (Dia 19)           | Eliminado (Dia 19)                | Eliminado (Dia 19)                   | Eliminado (Dia 19)                   | 2               |
| Fernandinho           | Raissa                                                              | Eliminado (Dia 12)          | Eliminado (Dia 12)            | Eliminado (Dia 12)               | Eliminado (Dia 12)                                     | Eliminado (Dia 12)            | Eliminado (Dia 12)            | Eliminado (Dia 12)             | Eliminado (Dia 12)            | Eliminado (Dia 12)           | Eliminado (Dia 12)            | Eliminado (Dia 12)            | Eliminado (Dia 12)             | Eliminado (Dia 12)            | Eliminado (Dia 12)            | Eliminado (Dia 12)           | Eliminado (Dia 12)                | Eliminado (Dia 12)                   | Eliminado (Dia 12)                   | 1               |
|                       |                                                                     |                             |                               |                                  |                                                        |                               |                               |                                |                               |                              |                               |                               |                                |                               |                               |                              |                                   |                                      |                                      |                 |
| Notas                 | [ nota 30 ]                                                         | [ nota 31 ]                 | [ nota 32 ]                   | [ nota 33 ]                      | [ nota 34 ]                                            | [ nota 35 ]                   | [ nota 35 ]                   | [ nota 36 ]                    | [ nota 37 ]                   | [ nota 38 ]                  | [ nota 39 ]                   | [ nota 40 ]                   | [ nota 41 ]                    | [ nota 42 ]                   | [ nota 42 ]                   | [ nota 43 ]                  | [ nota 44 ]                       | [ nota 44 ]                          | [ nota 45 ]                          |                 |
| Pré-Roça              | Cartolouco Raissa Fernandinho Rodrigo                               | Carol Luiza Lidi JP         | Rodrigo Raissa Biel Juliano   | Jojo Cartolouco Luiza Biel       | Tays Carol Biel Mariano                                | Luiza Mirella Mateus Juliano  | Luiza Mirella Mateus Juliano  | Lipe Victória Jakelyne Tays    | Juliano Biel Mateus Tays      | Jojo Raissa Lucas Jakelyne   | Mirella Mateus Stéfani Jojo   | Lidi Mariano Raissa Mateus    | Jakelyne Biel Lidi Jojo        | Mariano Jojo Lipe Stéfani     | Mariano Jojo Lipe Stéfani     | (nenhum)                     | (nenhum)                          | (nenhum)                             | (nenhum)                             |                 |
| Vetado                | Raissa                                                              | Luiza                       | Raissa                        | Jojo                             | Biel                                                   | Luiza                         | Luiza                         | Victória                       | Juliano                       | Lucas                        | Mirella                       | Lidi Mariano                  | Biel                           | Mariano                       | Mariano                       | (nenhum)                     | (nenhum)                          | (nenhum)                             | (nenhum)                             |                 |
| Salvo                 | Rodrigo                                                             | Carol                       | Juliano                       | Luiza                            | Mariano                                                | Juliano                       | Juliano                       | Jakelyne                       | Biel                          | Jakelyne                     | Jojo                          | Mateus                        | Lidi                           | Stéfani                       | Stéfani                       | (nenhum)                     | (nenhum)                          | (nenhum)                             | (nenhum)                             |                 |
| Roça                  | Cartolouco Fernandinho Raissa                                       | JP Lidi Luiza               | Biel Raissa Rodrigo           | Biel Cartolouco Jojo             | Biel Carol Tays                                        | Luiza Mateus Mirella          | Luiza Mateus Mirella          | Lipe Tays Victória             | Juliano Mateus Tays           | Jojo Lucas Raissa            | Mateus Mirella Stéfani        | Lidi Mariano Raissa           | Biel Jakelyne Jojo             | Jojo Lipe Mariano             | Jojo Lipe Mariano             | Jojo Lidi Mateus             | Biel Jojo Lidi                    | Lipe Stéfani Tays                    | Biel Jojo Lipe Stéfani               |                 |
| Eliminados            | Fernandinho 22,45% para continuar                                   | JP 26,06% para continuar    | Rodrigo 25,63% para continuar | Cartolouco 24,90% para continuar | Carol 29,51% para continuar                            | Luiza 11,01% para continuar   | Luiza 11,01% para continuar   | Victória 19,24% para continuar | Juliano 29,43% para continuar | Lucas 26,45% para continuar  | Mirella 29,44% para continuar | Raissa 25,58% para continuar  | Jakelyne 27,20% para continuar | Mariano 24,91% para continuar | Mariano 24,91% para continuar | Mateus 20,02% para continuar | Lidi 16,51% para continuar        | Tays 29,29% para continuar           | Lipe 4,87% (entre 4) para vencer     |                 |
| Eliminados            | Fernandinho 22,45% para continuar                                   | JP 26,06% para continuar    | Rodrigo 25,63% para continuar | Cartolouco 24,90% para continuar | Carol 29,51% para continuar                            | Luiza 11,01% para continuar   | Luiza 11,01% para continuar   | Victória 19,24% para continuar | Juliano 29,43% para continuar | Lucas 26,45% para continuar  | Mirella 29,44% para continuar | Raissa 25,58% para continuar  | Jakelyne 27,20% para continuar | Mariano 24,91% para continuar | Mariano 24,91% para continuar | Mateus 20,02% para continuar | Lidi 16,51% para continuar        | Tays 29,29% para continuar           | Stéfani 11,36% (entre 3) para vencer |                 |
| Eliminados            | Fernandinho 22,45% para continuar                                   | JP 26,06% para continuar    | Rodrigo 25,63% para continuar | Cartolouco 24,90% para continuar | Carol 29,51% para continuar                            | Luiza 11,01% para continuar   | Luiza 11,01% para continuar   | Victória 19,24% para continuar | Juliano 29,43% para continuar | Lucas 26,45% para continuar  | Mirella 29,44% para continuar | Raissa 25,58% para continuar  | Jakelyne 27,20% para continuar | Mariano 24,91% para continuar | Mariano 24,91% para continuar | Mateus 20,02% para continuar | Lidi 16,51% para continuar        | Tays 29,29% para continuar           | Biel 36,10% (entre 3) para vencer    |                 |
| Outras %              | Cartolouco 33,41% para continuar                                    | Luiza 33,19% para continuar | Biel 32,73% para continuar    | Biel 30,79% para continuar       | Biel 33,02% para continuar                             | Mirella 18,62% para continuar | Mirella 18,62% para continuar | Tays 29,76% para continuar     | Tays 31,25% para continuar    | Raissa 33,97% para continuar | Stéfani 32,91% para continuar | Lidi 32,62% para continuar    | Biel 33,52% para continuar     | Lipe 28,31% para continuar    | Lipe 28,31% para continuar    | Lidi 27,52% para continuar   | Biel Não divulgado para continuar | Lipe Não divulgado para continuar    | Jojo 52,54% (entre 3) para vencer    |                 |
| Outras %              | Raissa 44,14% para continuar                                        | Lidi 40,75% para continuar  | Raissa 41,64% para continuar  | Jojo 44,31% para continuar       | Tays 37,47% para continuar                             | Mateus 70,37% para continuar  | Mateus 70,37% para continuar  | Lipe 51% para continuar        | Mateus 39,32% para continuar  | Jojo 39,58% para continuar   | Mateus 37,65% para continuar  | Mariano 41,80% para continuar | Jojo 39,28% para continuar     | Jojo 46,78% para continuar    | Jojo 46,78% para continuar    | Jojo 52,46% para continuar   | Jojo Não divulgado para continuar | Stéfani Não divulgado para continuar | Jojo 52,54% (entre 3) para vencer    |                 |

#### Legendas
|  | Imune |  | Vetado(a) |

## Classificação geral
| Pos. | Participante        | Meio de indicação     | % para continuar | Eliminado em |
| ---- | ------------------- | --------------------- | ---------------- | ------------ |
| 1    | Jojo Todynho        | Finalistas            | 52,54%           | —            |
| 2    | Biel                | Finalistas            | 36,10%           | —            |
| 3    | Stéfani Bays        | Finalistas            | 11,36%           | —            |
| 4    | Lipe Ribeiro        | Finalistas            | 4,87%            | —            |
| 5    | Tays Reis           | Prova Final (Lipe)    | 29,29%           | Semana 14    |
| 6    | Lidi Lisboa         | Prova Final (Biel)    | 16,51%           | Semana 14    |
| 7    | Mateus Carrieri     | Fazendeira (Stéfani)  | 20,02%           | Semana 14    |
| 8    | Mariano             | Fazendeira (Lidi)     | 24,91%           | Semana 13    |
| 9    | Jakelyne Oliveira   | Fazendeiro (Mateus)   | 27,20%           | Semana 12    |
| 10   | Raissa Barbosa      | Baia (3 votos)        | 25,58%           | Semana 11    |
| 11   | Mirella             | Fazendeira (Jakelyne) | 29,44%           | Semana 10    |
| 12   | Lucas Maciel        | Baia (Mateus)         | 26,45%           | Semana 9     |
| 13   | Juliano Ceglia      | Fazendeira (Jakelyne) | 29,43%           | Semana 8     |
| 14   | Victória Villarim   | Peões (6 votos)       | 19,24%           | Semana 7     |
| 15   | Luiza Ambiel        | Fazendeiro (Mariano)  | 11,01%           | Semana 6     |
| 16   | Carol Narizinho     | Peões (5 votos)       | 29,51%           | Semana 5     |
| 17   | Lucas Cartolouco    | Peões (12 votos)      | 24,90%           | Semana 4     |
| 18   | Rodrigo Moraes      | Fazendeira (Carol)    | 25,63%           | Semana 3     |
| 19   | JP Gadêlha          | Resta Um              | 26,06%           | Semana 2     |
| 20   | Fernandinho Beatbox | Baia (Raissa)         | 22,45%           | Semana 1     |

## Participações especiais

### Apresentações musicais
| Data                   | Artista             | Tema                                                               | Ref.    |
| ---------------------- | ------------------- | ------------------------------------------------------------------ | ------- |
| 11 de setembro de 2020 | Kevinho             | Festa Influencers (shows transmitidos por telão aos participantes) | [ 118 ] |
| 11 de setembro de 2020 | Gustavo Mioto       | Festa Influencers (shows transmitidos por telão aos participantes) | [ 119 ] |
| 18 de setembro de 2020 | Dennis DJ           | Festa Arco-Íris (show transmitido por telão aos participantes)     | [ 120 ] |
| 25 de setembro de 2020 | Felipe Araújo       | Festa Shippados (show transmitido por telão aos participantes)     | [ 121 ] |
| 2 de outubro de 2020   | MC Kekel            | Festa Emojis (show transmitido por telão aos participantes)        | [ 122 ] |
| 16 de outubro de 2020  | Fernando & Sorocaba | Festa Likes (show transmitido por telão aos participantes)         | [ 123 ] |
| 23 de outubro de 2020  | Joelma              | Festa Neon (show transmitido por telão aos participantes)          | [ 124 ] |
| 30 de outubro de 2020  | Molejo              | Festa Memes (show transmitido por telão aos participantes)         | [ 125 ] |
| 7 de novembro de 2020  | Latino              | Festa Street (show transmitido por telão aos participantes)        | [ 126 ] |
| 14 de novembro de 2020 | Léo Chaves          | Festa Sextou (show transmitido por telão aos participantes)        | [ 127 ] |
| 20 de novembro de 2020 | Dilsinho            | Festa Candy Land (show transmitido por telão aos participantes)    | [ 128 ] |
| 28 de novembro de 2020 | Simone & Simaria    | Festa High School (show transmitido por telão aos participantes)   | [ 129 ] |
| 28 de novembro de 2020 | MC Rogerinho        | Festa High School (show transmitido por telão aos participantes)   | [ 130 ] |
| 4 de dezembro de 2020  | Tierry              | Festa Share (show transmitido por telão aos participantes)         | [ 131 ] |
| 4 de dezembro de 2020  | Naiara Azevedo      | Festa Share (show transmitido por telão aos participantes)         | [ 131 ] |
| 4 de dezembro de 2020  | Thaeme & Thiago     | Festa Share (show transmitido por telão aos participantes)         | [ 131 ] |
| 15 de dezembro de 2020 | Wesley Safadão      | Festa Final (show transmitido por telão aos participantes)         | [ 132 ] |

### Outras visitas
| Data                   | Artista                                  | Motivo                                                          | Ref.    |
| ---------------------- | ---------------------------------------- | --------------------------------------------------------------- | ------- |
| 8 de setembro de 2020  | Gretchen (A Fazenda 5)                   | Apresentar a sede para os participantes (transmissão por telão) | [ 133 ] |
| 8 de setembro de 2020  | Lucas Viana (A Fazenda 11)               | Apresentar a sede para os participantes (transmissão por telão) | [ 133 ] |
| 8 de setembro de 2020  | Nadja Pessoa (A Fazenda 10)              | Apresentar a sede para os participantes (transmissão por telão) | [ 133 ] |
| 8 de setembro de 2020  | Nicole Bahls (A Fazenda 5 e A Fazenda 9) | Apresentar a sede para os participantes (transmissão por telão) | [ 133 ] |
| 8 de setembro de 2020  | Rafael Ilha (A Fazenda 10)               | Apresentar a sede para os participantes (transmissão por telão) | [ 133 ] |
| 11 de setembro de 2020 | Carlinhos Maia                           | Mensagem especial para os participantes (transmissão por telão) | [ 134 ] |
| 12 de setembro de 2020 | Tirullipa                                | Mensagem especial para os participantes (transmissão por telão) | [ 134 ] |
| 18 de setembro de 2020 | Ney Lima                                 | Mensagem especial para os participantes (transmissão por telão) | [ 120 ] |
| 25 de setembro de 2020 | Bia Napolitano                           | Mensagem especial para os participantes (transmissão por telão) | [ 121 ] |
| 2 de outubro de 2020   | David Brazil                             | Mensagem especial para os participantes (transmissão por telão) | [ 122 ] |
| 9 de outubro de 2020   | Xuxa                                     | Interação com os participantes (transmissão por telão)          | [ 135 ] |
| 16 de outubro de 2020  | Gkay                                     | Mensagem especial para os participantes (transmissão por telão) | [ 123 ] |

## Audiência
Os dados são providos pelo IBOPE e se referem ao público da Grande São Paulo.
| Data de transmissão | SEG.            | TER.            | QUA.            | QUI.            | SEX.            | SÁB.            | DOM.            | Média semanal |
| ------------------- | --------------- | --------------- | --------------- | --------------- | --------------- | --------------- | --------------- | ------------- |
| 08/09 a 13/09/2020  | —               | 13,6            | 13,6            | 12,1            | 10,9            | 9,8             | 10,2            | 11,7          |
| 14/09 a 20/09/2020  | 11,2            | 13,5            | 13,4            | 13,0            | 6,2             | 9,7             | 10,8            | 11,1          |
| 21/09 a 27/09/2020  | 10,0            | 13,0            | 12,7            | 12,0            | 11,9            | 9,8             | 11,3            | 11,5          |
| 28/09 a 04/10/2020  | 13,6            | 13,7            | 14,2            | 14,1            | 11,6            | 9,6             | 11,3            | 12,6          |
| 05/10 a 11/10/2020  | 11,3            | 14,4            | 14,9            | 15,1            | 12,5            | 10,7            | 10,7            | 12,8          |
| 12/10 a 18/10/2020  | 11,8            | 14,5            | 14,5            | 13,8            | 12,7            | 11,2            | 12,7            | 13,0          |
| 19/10 a 25/10/2020  | 13,2            | 14,5            | 15,5            | 16,7            | 13,4            | 10,9            | 12,3            | 13,8          |
| 26/10 a 01/11/2020  | 13,3            | 16,2            | 18,0            | 17,3            | 11,9            | 10,8            | 12,1            | 14,2          |
| 02/11 a 08/11/2020  | 13,1            | 14,8            | 14,8            | 14,8            | 12,7            | 8,7             | 11,2            | 12,8          |
| 09/11 a 15/11/2020  | 12,7            | 14,9            | 14,4            | 16,0            | 12,3            | 9,7             | 9,7             | 12,8          |
| 16/11 a 22/11/2020  | 14,5            | 16,3            | 14,1            | 16,0            | 12,9            | 10,1            | 11,5            | 13,6          |
| 23/11 a 29/11/2020  | 12,7            | 14,3            | 15,3            | 15,4            | 12,3            | 10,6            | 10,1            | 12,9          |
| 30/11 a 06/12/2020  | 12,8            | 14,2            | 15,4            | 16,1            | 12,9            | 10,0            | 10,9            | 13,2          |
| 07/12 a 13/12/2020  | 12,7            | 14,4            | 14,4            | 14,9            | 14,5            | 11,7            | 14,1            | 13,8          |
| 14/12 a 17/12/2020  | 14,9            | 14,8            | 13,8            | 16,8            | —               | —               | —               | 15,1          |
| 08/09 a 17/12/2020  | Média da edição | Média da edição | Média da edição | Média da edição | Média da edição | Média da edição | Média da edição | 13,0          |

- Em 2020, cada ponto representa 74,9 mil domicílios ou 203,3 mil pessoas na Grande São Paulo.[237]

## Prêmios e indicações
| Ano  | Prêmio                      | Categoria                           | Indicado       | Resultado | Ref.    |
| ---- | --------------------------- | ----------------------------------- | -------------- | --------- | ------- |
| 2020 | Prêmio F5                   | Melhor Reality                      | A Fazenda 12   | Indicado  | [ 238 ] |
| 2020 | Capricho Awards 2020        | Reality Show                        | A Fazenda 12   | Indicado  | [ 239 ] |
| 2020 | Splash Awards               | Melhor Apresentador de Reality Show | Marcos Mion    | Venceu    | [ 240 ] |
| 2020 | Splash Awards               | Melhor Participante de Reality Show | Jojo Todynho   | Indicado  | [ 240 ] |
| 2020 | Splash Awards               | Melhor Participante de Reality Show | Lucas Maciel   | Indicado  | [ 240 ] |
| 2020 | Splash Awards               | Melhor Participante de Reality Show | Raissa Barbosa | Venceu    | [ 240 ] |
| 2020 | Prêmio Contigo! Online 2020 | Melhor Reality Show                 | A Fazenda 12   | Indicado  | [ 241 ] |
| 2020 | Prêmio APCA de Televisão    | Melhor Programa                     | A Fazenda 12   | Indicado  | [ 242 ] |
| 2020 | Prêmio Área VIP             | Melhor Reality Show ou Talent Show  | A Fazenda 12   | Indicado  | [ 243 ] |
| 2020 | Prêmio Área VIP             | Melhor Apresentador                 | Marcos Mion    | Venceu    | [ 243 ] |
| 2020 | Prêmio Área VIP             | Melhor Participante de Reality Show | Biel           | Venceu    | [ 243 ] |
| 2020 | Prêmio Área VIP             | Melhor Participante de Reality Show | Jojo Todynho   | Indicado  | [ 243 ] |
| 2020 | Melhores do Ano NaTelinha   | Melhor Reality Show                 | A Fazenda 12   | Indicado  | [ 244 ] |
| 2021 | Troféu Internet             | Melhor Reality Show                 | A Fazenda 12   | Pendente  | [ 245 ] |
| 2021 | Troféu Internet             | Melhor Apresentador                 | Marcos Mion    | Pendente  | [ 245 ] |
| 2021 | MTV Millennial Awards       | Realeza do Reality                  | Jojo Todynho   | Indicado  | [ 246 ] |
| 2021 | MTV Millennial Awards       | Realeza do Reality                  | Lipe Ribeiro   | Indicado  | [ 246 ] |

## Legado
Vários estudantes que realizaram a redação do ENEM de 2020, com o tema "Estigma Social das Doenças Mentais", citaram a participante Raissa Barbosa como exemplo para contextualizar a prova. Raissa  trouxe à tona o debate sobre a Síndrome de Borderline, durante a exibição da décima segunda temporada do reality.
Após o tema da redação do ENEM ser divulgado, Raissa entrou nos assuntos mais comentados do Twitter, com inúmeras pessoas contando que lembraram da peoa ao fazer a dissertação. A participante também foi citada por professores, ao apresentarem a redação modelo da prova.